# Modifiche territoriali e amministrative dei comuni del Friuli-Venezia Giulia
Questa pagina riassume tutte le modifiche territoriali ed amministrative dei comuni friulani e giuliani dall'Unità d'Italia ad oggi.
| Cod. Belfiore | Comune                            | Provincia   | Anno                         | Evento                          | Comune                   | Provincia                                                                  |
| ------------- | --------------------------------- | ----------- | ---------------------------- | ------------------------------- | ------------------------ | -------------------------------------------------------------------------- |
| A009          | Abbazia                           | PL          | 1924                         | Cambia Provincia a              |                          | FM                                                                         |
| A009          | Abbazia                           | FM          | 1947                         | Trasferito a                    |                          | Litoraneo-montana (Jugoslavia, dal 1991 Contea Litoraneo-Montana, Croazia) |
| A095          | Aiba                              | GO          | 1923                         | Cambia Provincia e Regione a    |                          | UD (Veneto)                                                                |
| A095          | Aiba                              | UD (Veneto) | 1927                         | Cambia Provincia e Regione a    |                          | GO                                                                         |
| A095          | Aiba                              | GO          | 1928                         | Aggregato al Com. di            | Canale d'Isonzo          | GO                                                                         |
| A095          | Aiba                              | GO          | 1947                         | Trasferito Post Mortem a        |                          | Goriziano (Jugoslavia, dal 1991 Slovenia)                                  |
| A095          | Aiba                              | GO          | 1947                         | Passa Post Mortem a             | Nova Gorica              | Slovenia                                                                   |
| A095          | Aiba                              | GO          | 1995                         | Passa Post Mortem a             | Canale d'Isonzo          | Slovenia                                                                   |
| A099          | Aidussina                         | GO          | 1923                         | Cambia Provincia e Regione a    |                          | UD (Veneto)                                                                |
| A099          | Aidussina                         | UD (Veneto) | 1927                         | Cambia Provincia e Regione a    |                          | GO                                                                         |
| A099          | Aidussina                         | GO          | 1947                         | Trasferito a                    |                          | Goriziano (Jugoslavia, dal 1991 Slovenia)                                  |
| A103          | Aiello del Friuli                 | GO          | 1923                         | Cambia Provincia e Regione a    |                          | UD (Veneto)                                                                |
| A103          | Aiello del Friuli                 | UD (Veneto) | 1947                         | Cambia Regione                  |                          | UD                                                                         |
| A141          | Albaro Vescovà                    | GO          | 1923                         | Cambia Provincia a              |                          | TS                                                                         |
| A141          | Albaro Vescovà                    | TS          | 1928                         | Aggregato al Com. di            | Muggia                   | TS                                                                         |
| A141          | Albaro Vescovà                    | TS          | 1954                         | Passa Post Mortem a             | Capodistria              | Litoraneo-Carso Slovenia                                                   |
| A148          | Alber di Sesana                   | GO          | 1923                         | Cambia Provincia a              |                          | TS                                                                         |
| A148          | Alber di Sesana                   | TS          | 1928                         | Aggregato al Com. di            | Tomadio                  | TS                                                                         |
| A148          | Alber di Sesana                   | TS          | 1947                         | Trasferito Post Mortem a        |                          | Goriziano (Jugoslavia, dal 1991 Slovenia)                                  |
| A148          | Alber di Sesana                   | TS          | 1947                         | Passa Post Mortem a             | Sesana                   | Slovenia                                                                   |
| A170          | Albona                            | PL          | 1947                         | Trasferito a                    |                          | (Jugoslavia, dal 1991 Regione Istriana, Croazia)                           |
| A254          | Amaro                             | UD (Veneto) | 1947                         | Cambia Regione                  |                          | UD                                                                         |
| A267          | Ampezzo                           | UD (Veneto) | 1947                         | Cambia Regione                  |                          | UD                                                                         |
| A283          | Andreis                           | UD          | 1968                         | Cambia Provincia a              |                          | PN                                                                         |
| A283          | Andreis                           | UD (Veneto) | 1947                         | Cambia Regione                  |                          | UD                                                                         |
| A298          | Anicova Corada                    | GO          | 1923                         | Cambia Provincia e Regione a    |                          | UD                                                                         |
| A298          | Anicova Corada                    | UD (Veneto) | 1927                         | Cambia Provincia e Regione a    |                          | GO                                                                         |
| A298          | Anicova Corada                    | GO          | 1928                         | Aggregato al Com. di            | Salona d'Isonzo          | GO                                                                         |
| A298          | Anicova Corada                    | GO          | 1947                         | Passa Post Mortem a             | Nova Gorica              | Slovenia                                                                   |
| A298          | Anicova Corada                    | GO          | 1947                         | Trasferito Post Mortem a        |                          | Goriziano (Jugoslavia, dal 1991 Slovenia)                                  |
| A298          | Anicova Corada                    | GO          | 1995                         | Passa Post Mortem a             | Canale d'Isonzo          | Slovenia                                                                   |
| A311          | Antignana                         | PL          | 1947                         | Trasferito a                    |                          | Istriana (Jugoslavia, dal 1991 Croazia)                                    |
| A336          | Apriano                           | PL          | 1924                         | Cambia Provincia a              |                          | FM                                                                         |
| A336          | Apriano                           | FM          | 1931                         | Aggregato al Com. di            | Abbazia                  | FM                                                                         |
| A336          | Apriano                           | FM          | 1947                         | Trasferito Post Mortem a        |                          | Litoranea (Jugoslavia, dal 1991 Croazia)                                   |
| A346          | Aquileia                          | GO          | 1923                         | Cambia Provincia e Regione a    |                          | UD (Veneto)                                                                |
| A346          | Aquileia                          | UD (Veneto) | 1947                         | Cambia Regione                  |                          | UD                                                                         |
| A354          | Arba                              | UD          | 1968                         | Cambia Provincia a              |                          | PN                                                                         |
| A354          | Arba                              | UD (Veneto) | 1947                         | Cambia Regione                  |                          | UD                                                                         |
| A442          | Arsia                             | PL          | 1929                         | Staccato dal Com. di            | Albona                   | PL                                                                         |
| A442          | Arsia                             | PL          | 1947                         | Trasferito a                    |                          | Istriana (Jugoslavia, dal 1991 Croazia)                                    |
| A447          | Arta                              | UD          | 1965                         | Cambia denominazione in         | Arta Terme               | UD                                                                         |
| A447          | Arta                              | UD (Veneto) | 1947                         | Cambia Regione                  |                          | UD                                                                         |
| A448          | Artegna                           | UD (Veneto) | 1947                         | Cambia Regione                  |                          | UD                                                                         |
| A456          | Arzene                            | UD          | 1968                         | Cambia Provincia a              |                          | PN                                                                         |
| A456          | Arzene                            | UD (Veneto) | 1947                         | Cambia Regione                  |                          | UD                                                                         |
| A491          | Attimis                           | UD (Veneto) | 1947                         | Cambia Regione                  |                          | UD                                                                         |
| A498          | Auremo di Sopra                   | GO          | 1923                         | Cambia Provincia a              |                          | TS                                                                         |
| A498          | Auremo di Sopra                   | TS          | 1928                         | Aggregato al Com. di            | Cave Auremiane           | TS                                                                         |
| A498          | Auremo di Sopra                   | TS          | 1947                         | Trasferito Post Mortem a        |                          | Goriziano (Jugoslavia, dal 1991 Slovenia)                                  |
| A498          | Auremo di Sopra                   | TS          | 1947                         | Passa Post Mortem a             | Divaccia San Canziano    | Slovenia                                                                   |
| A500          | Nabresina                         | GO          | 1923                         | Cambia Provincia a              |                          | TS                                                                         |
| A500          | Nabresina                         | GO          | 1923                         | Cambia denominazione in         | Aurisina                 | GO                                                                         |
| A500          | Aurisina                          | TS          | 1928                         | Aggregato al Nuovo Com. di      | Duino Aurisina           | TS                                                                         |
| A505          | Auzza di Canale                   | GO          | 1923                         | Cambia Provincia e Regione a    |                          | UD (Veneto)                                                                |
| A505          | Auzza di Canale                   | UD          | 1927                         | Cambia Provincia a              |                          | GO                                                                         |
| A505          | Auzza di Canale                   | GO          | 1928                         | Aggregato al Com. di            | Canale d'Isonzo          | GO                                                                         |
| A505          | Auzza di Canale                   | GO          | 1947                         | Passa Post Mortem a             | Nova Gorica              | Slovenia                                                                   |
| A505          | Auzza di Canale                   | GO          | 1947                         | Trasferito Post Mortem a        |                          | Goriziano (Jugoslavia, dal 1991 Slovenia)                                  |
| A505          | Auzza di Canale                   | GO          | 1995                         | Passa Post Mortem a             | Canale d'Isonzo          | Slovenia                                                                   |
| A505          | Auzza di Canale                   | UD          | 1927                         | Cambia Regione                  |                          | GO                                                                         |
| A516          | Aviano                            | UD          | 1968                         | Cambia Provincia a              |                          | PN                                                                         |
| A516          | Aviano                            | UD          | 1947                         | Cambia Regione                  |                          | UD                                                                         |
| A530          | Azzano Decimo                     | UD          | 1968                         | Cambia Provincia a              |                          | PN                                                                         |
| A530          | Azzano Decimo                     | UD          | 1947                         | Cambia Regione                  |                          | UD                                                                         |
| A530          | Azzano Decimo                     | UD (Veneto) | 1947                         | Cambia Regione                  |                          | UD                                                                         |
| A553          | Bagnaria Arsa                     | UD (Veneto) | 1947                         | Cambia Regione                  |                          | UD                                                                         |
| A624          | Barbana d'Istria                  | PL          | 1947                         | Trasferito a                    |                          | Istriana (Jugoslavia, dal 1991 Croazia)                                    |
| A640          | Barcis                            | UD          | 1968                         | Cambia Provincia a              |                          | PN                                                                         |
| A640          | Barcis                            | UD (Veneto) | 1947                         | Cambia Regione                  |                          | UD                                                                         |
| A700          | Basiliano                         | UD (Veneto) | 1947                         | Cambia Regione                  |                          | UD                                                                         |
| A715          | Battaglia della Bainsizza         | GO          | 1923                         | Cambia Provincia a              |                          | UD (Veneto)                                                                |
| A715          | Battaglia della Bainsizza         | UD (Veneto) | 1927                         | Cambia Provincia a              |                          | GO                                                                         |
| A715          | Battaglia della Bainsizza         | GO          | 1928                         | Aggregato al Com. di            | Gargaro                  | GO                                                                         |
| A715          | Battaglia della Bainsizza         | GO          | 1947                         | Passa Post Mortem a             | Nova Gorica              | Slovenia                                                                   |
| A715          | Battaglia della Bainsizza         | GO          | 1947                         | Trasferito Post Mortem a        |                          | Goriziano (Jugoslavia, dal 1991 Slovenia)                                  |
| A715          | Battaglia della Bainsizza         | GO          | 1923                         | Cambia Regione                  |                          | UD (Veneto)                                                                |
| A715          | Battaglia della Bainsizza         | UD (Veneto) | 1927                         | Cambia Regione                  |                          | GO                                                                         |
| A790          | Berdo San Giovanni                | GO          | 1923                         | Cambia Provincia a              |                          | PL                                                                         |
| A790          | Berdo San Giovanni                | PL          | 1924                         | Aggregato al Com. di            | Primano                  | PL                                                                         |
| A790          | Berdo San Giovanni                | FM          | 1947                         | Passa Post Mortem a             | Villa del Nevoso         | Slovenia                                                                   |
| A790          | Berdo San Giovanni                | FM          | 1947                         | Trasferito Post Mortem a        |                          | Carniola Interna-Carso (Jugoslavia, dal 1991 Slovenia)                     |
| A797          | Bergogna                          | GO          | 1923                         | Cambia Provincia e Regione a    |                          | UD (Veneto)                                                                |
| A797          | Bergogna                          | UD (Veneto) | 1927                         | Cambia Provincia e Regione a    |                          | GO                                                                         |
| A797          | Bergogna                          | GO          | 1947                         | Aggregato al Com. di            | Caporetto                | GO                                                                         |
| A797          | Bergogna                          | GO          | 1947                         | Trasferito a                    |                          | Goriziano (Jugoslavia, dal 1991 Slovenia)                                  |
| A810          | Bertiolo                          | UD (Veneto) | 1947                         | Cambia Regione                  |                          | UD                                                                         |
| A824          | Bersezio del Quarnaro             | PL          | 1924                         | Cambia Provincia a              |                          | FM                                                                         |
| A824          | Bersez                            | FM          | 1924                         | Cambia denominazione in         | Bersezio del Quarnaro    | FM                                                                         |
| A824          | Bersezio del Quarnaro             | FM          | 1929                         | Aggregato al Com. di            | Moschiena                | FM                                                                         |
| A824          | Bersezio del Quarnaro             | FM          | 1947                         | Trasferito Post Mortem a        |                          | Litoranea (Jugoslavia, dal 1991 Croazia)                                   |
| A855          | Bicinicco                         | UD (Veneto) | 1947                         | Cambia Regione                  |                          | UD                                                                         |
| A867          | Biglia                            | GO          | 1923                         | Cambia Provincia e Regione a    |                          | UD (Veneto)                                                                |
| A867          | Biglia                            | UD (Veneto) | 1927                         | Cambia Provincia e Regione a    |                          | GO                                                                         |
| A867          | Biglia                            | GO          | 1928                         | Aggregato al Com. di            | Ranziano                 | GO                                                                         |
| A867          | Biglia                            | GO          | 1947                         | Passa Post Mortem a             | Nova Gorica              | Slovenia                                                                   |
| A867          | Biglia                            | GO          | 1947                         | Trasferito Post Mortem a        |                          | Goriziano (Jugoslavia, dal 1991 Slovenia)                                  |
| A868          | Bigliana                          | GO          | 1923                         | Cambia Provincia e Regione a    |                          | UD (Veneto)                                                                |
| A868          | Bigliana                          | UD (Veneto) | 1927                         | Cambia Provincia e Regione a    |                          | GO                                                                         |
| A868          | Bigliana                          | GO          | 1928                         | Aggregato al Com. di            | Castel Dobra             | GO                                                                         |
| A868          | Bigliana                          | GO          | 1947                         | Passa Post Mortem a             | Collio                   | Slovenia                                                                   |
| A868          | Bigliana                          | GO          | 1947                         | Trasferito Post Mortem a        |                          | Goriziano (Jugoslavia, dal 1991 Slovenia)                                  |
| A890          | Bisterza                          | GO          | 1923                         | Cambia Provincia a              |                          | PL                                                                         |
| A890          | Bisterza                          | PL          | 1924                         | Cambia Provincia a              |                          | FM                                                                         |
| A890          | Bisterza                          | FM          | 1927                         | Aggregato al Com. di            | Villa del Nevoso         | FM                                                                         |
| A890          | Bisterza                          | FM          | 1947                         | Trasferito Post Mortem a        |                          | Carniola Interna-Carso (Jugoslavia, dal 1991 Slovenia)                     |
| A924          | Bogliuno                          | PL          | 1947                         | Trasferito a                    |                          | Istriana (Jugoslavia, dal 1991 Croazia)                                    |
| A983          | Bordano                           | UD (Veneto) | 1947                         | Cambia Regione                  |                          | UD                                                                         |
| B047          | Boriano                           | GO          | 1923                         | Cambia Provincia e Regione a    |                          | UD (Veneto)                                                                |
| B047          | Boriano                           | UD (Veneto) | 1927                         | Cambia Provincia e Regione a    |                          | GO                                                                         |
| B047          | Boriano                           | GO          | 1928                         | Aggregato al Com. di            | Comeno                   | GO                                                                         |
| B047          | Boriano                           | GO          | 1947                         | Trasferito Post Mortem a        |                          | Carsico-Litoranea (Jugoslavia, dal 1991 Slovenia)                          |
| B125          | Brazzano                          | GO          | 1923                         | Cambia Provincia e Regione a    |                          | UD (Veneto)                                                                |
| B125          | Brazzano                          | UD (Veneto) | 1927                         | Cambia Provincia e Regione a    |                          | GO                                                                         |
| B125          | Brazzano                          | GO          | 1928                         | Aggregato al Com. di            | Cormons                  | GO                                                                         |
| B163          | Brestovizza in Valle              | GO          | 1923                         | Cambia Provincia e Regione a    |                          | UD (Veneto)                                                                |
| B163          | Brestovizza in Valle              | UD (Veneto) | 1927                         | Cambia Provincia e Regione a    |                          | GO                                                                         |
| B163          | Brestovizza in Valle              | GO          | 1928                         | Aggregato al Com. di            | Opacchiasella            | GO                                                                         |
| B163          | Brestovizza in Valle              | GO          | 1947                         | Passa Post Mortem a             | Merna-Castagnevizza      | Slovenia                                                                   |
| B163          | Brestovizza in Valle              | GO          | 1947                         | Trasferito Post Mortem a        |                          | Carsico-Litoranea (Jugoslavia, dal 1991 Slovenia)                          |
| B164          | Bretto                            | GO          | 1923                         | Cambia Provincia e Regione a    |                          | UD (Veneto)                                                                |
| B164          | Bretto                            | UD (Veneto) | 1927                         | Cambia Provincia e Regione a    |                          | GO                                                                         |
| B164          | Bretto                            | GO          | 1928                         | Aggregato al Com. di            | Plezzo                   | GO                                                                         |
| B164          | Bretto                            | GO          | 1947                         | Trasferito Post Mortem a        |                          | Goriziano (Jugoslavia, dal 1991 Slovenia)                                  |
| B186          | Brioni Maggiore                   | PL          | 1947                         | Trasferito a                    |                          | Istriana (Jugoslavia, dal 1991 Croazia)                                    |
| B215          | Brugnera                          | UD          | 1968                         | Cambia Provincia a              |                          | PN                                                                         |
| B215          | Brugnera                          | UD (Veneto) | 1947                         | Cambia Regione                  |                          | UD                                                                         |
| B244          | Bucuie                            | GO          | 1923                         | Cambia Provincia a              |                          | TS                                                                         |
| B244          | Bucuie                            | TS          | 1947                         | Trasferito a                    |                          | Carso interno (Jugoslavia, dal 1991 Slovenia)                              |
| B244          | Bucuie                            | TS          | 1947                         | Aggregato al Com. di            | Postumia Grotte          | TS                                                                         |
| B245          | Budagne                           | GO          | 1923                         | Cambia Provincia e Regione a    |                          | UD (Veneto)                                                                |
| B245          | Budagne                           | UD (Veneto) | 1927                         | Cambia Provincia e Regione a    |                          | GO                                                                         |
| B245          | Budagne                           | GO          | 1928                         | Aggregato al Com. di            | Vipacco                  | GO                                                                         |
| B245          | Budagne                           | GO          | 1947                         | Trasferito Post Mortem a        |                          | Goriziano (Jugoslavia, dal 1991 Slovenia)                                  |
| B247          | Budoia                            | UD          | 1968                         | Cambia Provincia a              |                          | PN                                                                         |
| B247          | Budoia                            | UD (Veneto) | 1947                         | Cambia Regione                  |                          | UD                                                                         |
| B259          | Buja                              | UD (Veneto) | 1947                         | Cambia Regione                  |                          | UD                                                                         |
| B260          | Buie d'Istria                     | PL          | 1947                         | Trasferito a                    |                          | Istriana (Jugoslavia, dal 1991 Croazia)                                    |
| B309          | Buttrio                           | UD (Veneto) | 1947                         | Cambia Regione                  |                          | UD                                                                         |
| B318          | Caccia                            | GO          | 1923                         | Cambia Provincia a              |                          | TS                                                                         |
| B318          | Caccia                            | TS          | 1923                         | Cambia denominazione in         | Villa Caccia             | TS                                                                         |
| B318          | Villa Caccia                      | TS          | 1928                         | Aggregato al Com. di            | Postumia Grotte          | TS                                                                         |
| B318          | Villa Caccia                      | TS          | 1947                         | Trasferito Post Mortem a        |                          | Carso interno (Jugoslavia, dal 1991 Slovenia)                              |
| B401          | Cal di Canale                     | GO          | 1923                         | Cambia Provincia e Regione a    |                          | UD (Veneto)                                                                |
| B401          | Cal di Canale                     | UD (Veneto) | 1927                         | Cambia Provincia e Regione a    |                          | GO                                                                         |
| B401          | Cal di Canale                     | GO          | 1947                         | Aggregato al Com. di            | Nova Gorica              | GO                                                                         |
| B401          | Cal di Canale                     | GO          | 1947                         | Trasferito a                    |                          | Goriziano (Jugoslavia, dal 1991 Slovenia)                                  |
| B401          | Cal di Canale                     | GO          | 1995                         | Passa Post Mortem a             | Canale d'Isonzo          | Slovenia                                                                   |
| B483          | Camino di Codroipo                | UD          | 1947                         | Ristaccato dal Com. di          | Codroipo                 | UD                                                                         |
| B483          | Camino di Codroipo                | UD          | 1949                         | Cambia denominazione in         | Camino al Tagliamento    | UD                                                                         |
| B483          | Camino di Codroipo                | UD (Veneto) | 1947                         | Cambia Regione                  |                          | UD                                                                         |
| B536          | Campoformido                      | UD (Veneto) | 1947                         | Cambia Regione                  |                          | UD                                                                         |
| B545          | Campolongo                        | GO          | 1923                         | Cambia Provincia e Regione a    |                          | UD (Veneto)                                                                |
| B545          | Campolongo al Torre               | UD          | 2009                         | Aggregato al Nuovo Com. di      | Campolongo Tapogliano    | UD                                                                         |
| B545          | Campolongo al Torre               | UD (Veneto) | 1947                         | Cambia Regione                  |                          | UD                                                                         |
| B560          | Camporosso                        | GO          | 1923                         | Cambia Provincia e Regione a    |                          | UD (Veneto)                                                                |
| B560          | Camporosso in Valcanale           | UD (Veneto) | 1947                         | Cambia Regione Post Mortem      |                          | UD                                                                         |
| B575          | Canale d'Isonzo                   | GO          | 1923                         | Cambia Provincia a              |                          | UD (Veneto)                                                                |
| B575          | Canale d'Isonzo                   | UD (Veneto) | 1927                         | Cambia Provincia a              |                          | GO                                                                         |
| B575          | Canale d'Isonzo                   | GO          | 1947                         | Aggregato al Com. di            | Nova Gorica              | GO                                                                         |
| B575          | Canale d'Isonzo                   | GO          | 1947                         | Trasferito a                    |                          | Goriziano (Jugoslavia, dal 1991 Slovenia)                                  |
| B575          | Canale d'Isonzo                   | GO          | 1995                         | Ristaccato dal Com. di          | Nova Gorica              | GO                                                                         |
| B575          | Canale d'Isonzo                   | GO          | 1923                         | Cambia Regione                  |                          | UD (Veneto)                                                                |
| B575          | Canale d'Isonzo                   | UD (Veneto) | 1927                         | Cambia Regione                  |                          | GO                                                                         |
| B598          | Caneva                            | UD          | 1968                         | Cambia Provincia a              |                          | PN                                                                         |
| B598          | Caneva                            | UD (Veneto) | 1947                         | Cambia Regione                  |                          | UD                                                                         |
| B601          | Canfanaro                         | PL          | 1947                         | Trasferito a                    |                          | Istriana (Jugoslavia, dal 1991 Croazia)                                    |
| B665          | Capodistria                       | PL          | 1947                         | Trasferito a                    |                          | Carsico-litoranea (Jugoslavia, dal 1991 Slovenia)                          |
| B673          | Caporetto                         | GO          | 1923                         | Cambia Provincia e Regione a    |                          | UD (Veneto)                                                                |
| B673          | Caporetto                         | UD (Veneto) | 1927                         | Cambia Provincia e Regione a    |                          | GO                                                                         |
| B673          | Caporetto                         | GO          | 1947                         | Trasferito a                    |                          | Goriziano (Jugoslavia, dal 1991 Slovenia)                                  |
| B712          | Capriva                           | GO          | 1923                         | Cambia Provincia e Regione a    |                          | UD (Veneto)                                                                |
| B712          | Capriva di Cormons                | UD (Veneto) | 1927                         | Cambia Provincia e Regione a    |                          | GO                                                                         |
| B712          | Capriva di Cormons                | GO          | 1954                         | Cambia denominazione in         | Capriva del Friuli       | GO                                                                         |
| B713          | Capriva del Carso                 | GO          | 1923                         | Cambia Provincia a              |                          | TS                                                                         |
| B713          | Capriva del Carso                 | TS          | 1928                         | Aggregato al Com. di            | Duttogliano              | TS                                                                         |
| B713          | Capriva del Carso                 | TS          | 1947                         | Trasferito Post Mortem a        |                          | Litorale-Carso (Jugoslavia, dal 1991 Slovenia)                             |
| B788          | Carlino                           | UD (Veneto) | 1947                         | Cambia Regione                  |                          | UD                                                                         |
| B793          | Camigna                           | GO          | 1923                         | Cambia Provincia e Regione a    |                          | UD (Veneto)                                                                |
| B793          | Camigna                           | UD (Veneto) | 1927                         | Cambia Provincia e Regione a    |                          | GO                                                                         |
| B793          | Camigna                           | GO          | 1928                         | Aggregato al Com. di            | Cernizza Goriziana       | GO                                                                         |
| B793          | Camigna                           | GO          | 1947                         | Passa Post Mortem a             | Aidussina                | Slovenia                                                                   |
| B793          | Camigna                           | GO          | 1947                         | Trasferito Post Mortem a        |                          | Goriziano (Jugoslavia, dal 1991 Slovenia)                                  |
| B930          | Ca' Santo Spirito della Bainsizza | GO          | 1923                         | Cambia Provincia e Regione a    |                          | UD (Veneto)                                                                |
| B930          | Ca' Santo Spirito della Bainsizza | UD (Veneto) | 1927                         | Cambia Provincia e Regione a    |                          | GO                                                                         |
| B930          | Ca' Santo Spirito della Bainsizza | GO          | 1928                         | Aggregato al Com. di            | Gargaro                  | GO                                                                         |
| B930          | Ca' Santo Spirito della Bainsizza | GO          | 1947                         | Passa Post Mortem a             | Nova Gorica              | Slovenia                                                                   |
| B930          | Ca' Santo Spirito della Bainsizza | GO          | 1947                         | Trasferito Post Mortem a        |                          | Goriziano (Jugoslavia, dal 1991 Slovenia)                                  |
| B940          | Casarsa della Delizia             | UD          | 1968                         | Cambia Provincia a              |                          | PN                                                                         |
| B994          | Cassacco                          | UD (Veneto) | 1947                         | Cambia Regione                  |                          | UD                                                                         |
| C084          | Castel del Monte Udinese          | UD (Veneto) | 1947                         | Cambia Regione Post Mortem      |                          | UD                                                                         |
| C099          | Castel Dobra                      | GO          | 1923                         | Cambia Provincia e Regione a    |                          | UD (Veneto)                                                                |
| C099          | Castel Dobra                      | UD (Veneto) | 1927                         | Cambia Provincia e Regione a    |                          | GO                                                                         |
| C099          | Castel Dobra                      | GO          | 1947                         | Aggregato (in parte) al Com. di | Cormons                  | GO                                                                         |
| C099          | Castel Dobra                      | GO          | 1947                         | Trasferito (in parte) a         |                          | Goriziano (Jugoslavia, dal 1991 Slovenia)                                  |
| C124          | Castel Iablanizza                 | GO          | 1923                         | Cambia Provincia a              |                          | PL                                                                         |
| C124          | Iablanizza                        | PL          | 1923                         | Cambia denominazione in         | Castel Iablanizza        | PL                                                                         |
| C124          | Castel Iablanizza                 | PL          | 1924                         | Cambia Provincia a              |                          | FM                                                                         |
| C124          | Castel Iablanizza                 | FM          | 1947                         | Trasferito a                    |                          | Carniola interna-Carso(Jugoslavia, dal 1991 Slovenia)                      |
| C124          | Castel Iablanizza                 | FM          | 1947                         | Aggregato al Com. di            | Villa del Nevoso         | FM                                                                         |
| C217          | Castelnovo del Friuli             | UD          | 1968                         | Cambia Provincia a              |                          | PN                                                                         |
| C217          | Castelnovo del Friuli             | UD (Veneto) | 1947                         | Cambia Regione                  |                          | UD                                                                         |
| C238          | Castelnuovo d'Istria              | GO          | 1923                         | Cambia Provincia a              |                          | PL                                                                         |
| C238          | Castelnuovo d'Istria              | PL          | 1924                         | Cambia Provincia a              |                          | FM                                                                         |
| C238          | Castelnuovo d'Istria              | FM          | 1947                         | Trasferito a                    |                          | Carniola interna-Carso(Jugoslavia, dal 1991 Slovenia)                      |
| C238          | Castelnuovo d'Istria              | FM          | 1947                         | Aggregato al Com. di            | Villa del Nevoso         | FM                                                                         |
| C327          | Castions di Strada                | UD (Veneto) | 1947                         | Cambia Regione                  |                          | UD                                                                         |
| C385          | Cavasso Nuovo                     | UD          | 1968                         | Cambia Provincia a              |                          | PN                                                                         |
| C385          | Cavasso Nuovo                     | UD (Veneto) | 1947                         | Cambia Regione                  |                          | UD                                                                         |
| C389          | Cavazzo Carnico                   | UD (Veneto) | 1947                         | Cambia Regione                  |                          | UD                                                                         |
| C391          | Cave Auremiane                    | GO          | 1923                         | Cambia Provincia a              |                          | TS                                                                         |
| C391          | Cave Auremiane                    | TS          | 1947                         | Aggregato al Com. di            | Divaccia San Canziano    | TS                                                                         |
| C391          | Cave Auremiane                    | TS          | 1947                         | Trasferito a                    |                          | Carsico litoranea (Jugoslavia, dal 1991 Slovenia)                          |
| C416          | Ceconico                          | GO          | 1923                         | Cambia Provincia e Regione a    |                          | UD (Veneto)                                                                |
| C416          | Ceconico                          | UD (Veneto) | 1927                         | Cambia Provincia e Regione a    |                          | GO                                                                         |
| C416          | Ceconico                          | GO          | 1928                         | Aggregato al Com. di            | Idria                    | GO                                                                         |
| C416          | Ceconico                          | GO          | 1947                         | Trasferito Post Mortem a        |                          | Goriziano (Jugoslavia, dal 1991 Slovenia)                                  |
| C425          | Ceglie                            | GO          | 1923                         | Cambia Provincia a              |                          | PL                                                                         |
| C425          | Ceglie                            | PL          | 1924                         | Aggregato al Com. di            | Primano                  | PL                                                                         |
| C425          | Ceglie                            | FM          | 1947                         | Trasferito Post Mortem a        |                          | Carniola interna-Carso (Jugoslavia, dal 1991 Slovenia)                     |
| C425          | Ceglie                            | FM          | 1947                         | Passa Post Mortem a             | Villa del Nevoso         | Slovenia                                                                   |
| C494          | Cercivento                        | UD (Veneto) | 1947                         | Cambia Regione                  |                          | UD                                                                         |
| C519          | Cernizza Goriziana                | GO          | 1923                         | Cambia Provincia e Regione a    |                          | UD (Veneto)                                                                |
| C519          | Cernizza Goriziana                | UD (Veneto) | 1927                         | Cambia Provincia e Regione a    |                          | GO                                                                         |
| C519          | Cernizza Goriziana                | GO          | 1947                         | Aggregato al Com. di            | Aidussina                | GO                                                                         |
| C519          | Cernizza Goriziana                | GO          | 1947                         | Trasferito a                    |                          | Goriziano (Jugoslavia, dal 1991 Slovenia)                                  |
| C556          | Cervignano                        | GO          | 1923                         | Cambia Provincia e Regione a    |                          | UD (Veneto)                                                                |
| C556          | Cervignano del Friuli             | UD (Veneto) | 1947                         | Cambia Regione                  |                          | UD                                                                         |
| C570          | Cesclans                          | UD (Veneto) | 1947                         | Cambia Regione Post Mortem      |                          | UD                                                                         |
| C601          | Cherso                            | PL          | 1947                         | Trasferito a                    |                          | Litoranea (Jugoslavia, dal 1991 Croazia)                                   |
| C611          | Chiapovano                        | GO          | 1923                         | Cambia Provincia e Regione a    |                          | UD (Veneto)                                                                |
| C611          | Chiapovano                        | UD (Veneto) | 1927                         | Cambia Provincia e Regione a    |                          | GO                                                                         |
| C611          | Chiapovano                        | GO          | 1947                         | Aggregato al Com. di            | Nova Gorica              | GO                                                                         |
| C611          | Chiapovano                        | GO          | 1947                         | Trasferito a                    |                          | Goriziano (Jugoslavia, dal 1991 Slovenia)                                  |
| C640          | Chions                            | UD          | 1968                         | Cambia Provincia a              |                          | PN                                                                         |
| C640          | Chions                            | UD (Veneto) | 1947                         | Cambia Regione                  |                          | UD                                                                         |
| C641          | Chiopris-Viscone                  | GO          | 1923                         | Cambia Provincia e Regione a    |                          | UD (Veneto)                                                                |
| C641          | Chiopris-Viscone                  | UD (Veneto) | 1947                         | Cambia Regione                  |                          | UD                                                                         |
| C656          | Chiusaforte                       | UD (Veneto) | 1947                         | Cambia Regione                  |                          | UD                                                                         |
| C699          | Cimolais                          | UD          | 1968                         | Cambia Provincia a              |                          | PN                                                                         |
| C699          | Cimolais                          | UD (Veneto) | 1947                         | Cambia Regione                  |                          | UD                                                                         |
| C720          | Circhina                          | GO          | 1923                         | Cambia Provincia a              |                          | UD (Veneto)                                                                |
| C720          | Circhina                          | UD (Veneto) | 1927                         | Cambia Provincia e Regione a    |                          | GO                                                                         |
| C720          | Circhina                          | GO          | 1947                         | Trasferito a                    |                          | Goriziano (Jugoslavia, dal 1991 Slovenia)                                  |
| C720          | Circhina                          | GO          | 1923                         | Cambia Regione                  |                          | UD (Veneto)                                                                |
| C731          | Ciseriis                          | UD (Veneto) | 1947                         | Cambia Regione Post Mortem      |                          | UD                                                                         |
| C748          | Cittanova d'Istria                | PL          | 1947                         | Trasferito a                    |                          | Istriana (Jugoslavia, dal 1991 Croazia)                                    |
| C758          | Cividale del Friuli               | UD (Veneto) | 1947                         | Cambia Regione                  |                          | UD                                                                         |
| C788          | Clana                             | PL          | 1924                         | Cambia Provincia a              |                          | FM                                                                         |
| C788          | Clana                             | FM          | 1947                         | Trasferito a                    |                          | Litoranea (Jugoslavia, dal 1991 Croazia)                                   |
| C790          | Claut                             | UD          | 1968                         | Cambia Provincia a              |                          | PN                                                                         |
| C790          | Claut                             | UD (Veneto) | 1947                         | Cambia Regione                  |                          | UD                                                                         |
| C791          | Clauzetto                         | UD          | 1968                         | Cambia Provincia a              |                          | PN                                                                         |
| C791          | Clauzetto                         | UD (Veneto) | 1947                         | Cambia Regione                  |                          | UD                                                                         |
| C805          | Cobbia                            | GO          | 1923                         | Cambia Provincia e Regione a    |                          | UD (Veneto)                                                                |
| C805          | Cobbia                            | UD (Veneto) | 1927                         | Cambia Provincia e Regione a    |                          | GO                                                                         |
| C805          | Cobbia                            | GO          | 1928                         | Aggregato al Com. di            | San Daniele del Carso    | GO                                                                         |
| C805          | Cobbia                            | GO          | 1947                         | Passa Post Mortem a             | Comeno                   | Slovenia                                                                   |
| C805          | Cobbia                            | GO          | 1947                         | Trasferito Post Mortem a        |                          | Carsico-litoranea (Jugoslavia, dal 1991 Slovenia)                          |
| C817          | Codroipo                          | UD (Veneto) | 1947                         | Cambia Regione                  |                          | UD                                                                         |
| C842          | Segnacco                          | UD (Veneto) | 1947                         | Cambia Regione Post Mortem      |                          | UD                                                                         |
| C885          | Colloredo di Monte Albano         | UD (Veneto) | 1947                         | Cambia Regione                  |                          | UD                                                                         |
| C918          | Comeglians                        | UD (Veneto) | 1947                         | Cambia Regione                  |                          | UD                                                                         |
| C921          | Comeno                            | GO          | 1923                         | Cambia Provincia e Regione a    |                          | UD (Veneto)                                                                |
| C921          | Comeno                            | UD (Veneto) | 1927                         | Cambia Provincia e Regione a    |                          | GO                                                                         |
| C921          | Comeno                            | GO          | 1947                         | Trasferito a                    |                          | Carsico-litoranea (Jugoslavia, dal 1991 Slovenia)                          |
| C991          | Cordenons                         | UD          | 1968                         | Cambia Provincia a              |                          | PN                                                                         |
| C993          | Cordovado                         | UD          | 1968                         | Cambia Provincia a              |                          | PN                                                                         |
| C993          | Cordovado                         | UD (Veneto) | 1947                         | Cambia Regione                  |                          | UD                                                                         |
| D002          | Corgnale                          | GO          | 1923                         | Cambia Provincia a              |                          | TS                                                                         |
| D002          | Corgnale                          | TS          | 1947                         | Aggregato al Com. di            | Sesana                   | TS                                                                         |
| D002          | Corgnale                          | TS          | 1947                         | Trasferito a                    |                          | Carsico-litoranea (Jugoslavia, dal 1991 Slovenia)                          |
| D014          | Cormons                           | GO          | 1923                         | Cambia Provincia e Regione a    |                          | UD (Veneto)                                                                |
| D014          | Cormons                           | UD (Veneto) | 1927                         | Cambia Provincia e Regione a    |                          | GO                                                                         |
| D027          | Corno di Rosazzo                  | UD          | 1947                         | Ristaccato dal Com. di          | San Giovanni al Natisone | UD                                                                         |
| D027          | Corno di Rosazzo                  | UD (Veneto) | 1947                         | Cambia Regione                  |                          | UD                                                                         |
| D031          | Corona                            | GO          | 1923                         | Cambia Provincia e Regione a    |                          | UD (Veneto)                                                                |
| D031          | Corona                            | UD (Veneto) | 1927                         | Cambia Provincia e Regione a    |                          | GO                                                                         |
| D031          | Corona                            | GO          | 1928                         | Aggregato al Com. di            | Mariano del Friuli       | GO                                                                         |
| D084          | Cosbana                           | GO          | 1923                         | Cambia Provincia e Regione a    |                          | UD (Veneto)                                                                |
| D084          | Cosbana nel Collio                | UD (Veneto) | 1927                         | Cambia Provincia e Regione a    |                          | GO                                                                         |
| D084          | Cosbana nel Collio                | GO          | 1928                         | Aggregato al Com. di            | Dolegna del Collio       | GO                                                                         |
| D084          | Cosbana nel Collio                | GO          | 1947                         | Passa Post Mortem (in parte) a  | Collio a Collio          | Slovenia                                                                   |
| D085          | Coseano                           | UD (Veneto) | 1947                         | Cambia Regione                  |                          | UD                                                                         |
| D090          | Cossana                           | GO          | 1923                         | Cambia Provincia a              |                          | TS                                                                         |
| D090          | Cossana                           | TS          | 1947                         | Trasferito a                    |                          | Carso interno (Jugoslavia, dal 1991 Slovenia)                              |
| D090          | Cossana                           | TS          | 1947                         | Aggregato al Com. di            | San Pietro del Carso     | TS                                                                         |
| D138          | Creda                             | GO          | 1923                         | Cambia Provincia e Regione a    |                          | UD (Veneto)                                                                |
| D138          | Creda                             | UD (Veneto) | 1927                         | Cambia Provincia e Regione a    |                          | GO                                                                         |
| D138          | Creda                             | GO          | 1928                         | Aggregato al Com. di            | Caporetto                | GO                                                                         |
| D138          | Creda                             | GO          | 1947                         | Trasferito Post Mortem a        |                          | Goriziano (Jugoslavia, dal 1991 Slovenia)                                  |
| D153          | Crenovizza                        | GO          | 1923                         | Cambia Provincia a              |                          | TS                                                                         |
| D153          | Crenovizza                        | TS          | 1947                         | Trasferito a                    |                          | Carso interno (Jugoslavia, dal 1991 Slovenia)                              |
| D153          | Crenovizza                        | TS          | 1947                         | Aggregato al Com. di            | Postumia Grotte          | TS                                                                         |
| D282          | Descla                            | GO          | 1923                         | Cambia Provincia e Regione a    |                          | UD (Veneto)                                                                |
| D282          | Descla                            | UD (Veneto) | 1927                         | Cambia Provincia e Regione a    |                          | GO                                                                         |
| D282          | Descla                            | GO          | 1928                         | Aggregato al Com. di            | Salona d'Isonzo          | GO                                                                         |
| D282          | Descla                            | GO          | 1947                         | Passa Post Mortem a             | Nova Gorica              | Slovenia                                                                   |
| D282          | Descla                            | GO          | 1947                         | Trasferito Post Mortem a        |                          | Goriziano (Jugoslavia, dal 1991 Slovenia)                                  |
| D282          | Descla                            | GO          | 1995                         | Passa Post Mortem a             | Canale d'Isonzo          | Slovenia                                                                   |
| D300          | Dignano                           | UD (Veneto) | 1947                         | Cambia Regione                  |                          | UD                                                                         |
| D301          | Dignano d'Istria                  | PL          | 1947                         | Trasferito a                    |                          | Istriana (Jugoslavia, dal 1991 Croazia)                                    |
| D307          | Divaccia Grotte del Timavo        | GO          | 1923                         | Cambia Provincia a              |                          | TS                                                                         |
| D307          | Divaccia Grotte del Timavo        | TS          | 1928                         | Aggregato al Com. di            | Divaccia San Canziano    | TS                                                                         |
| D307          | Divaccia Grotte del Timavo        | TS          | 1947                         | Trasferito Post Mortem a        |                          | Carsico-litoranea (Jugoslavia, dal 1991 Slovenia)                          |
| D308          | Divaccia San Canziano             | GO          | 1923                         | Cambia Provincia a              |                          | TS                                                                         |
| D308          | Divaccia San Canziano             | TS          | 1947                         | Trasferito a                    |                          | Carsico-litoranea (Jugoslavia, dal 1991 Slovenia)                          |
| D312          | Doberdò                           | GO          | 1923                         | Cambia Provincia a              |                          | TS                                                                         |
| D312          | Doberdò                           | TS          | 1923                         | Cambia denominazione in         | Doberdò del Lago         | TS                                                                         |
| D312          | Doberdò del Lago                  | TS          | 1947                         | Cambia Provincia a              |                          | GO                                                                         |
| D316          | Dogna                             | UD (Veneto) | 1947                         | Cambia Regione                  |                          | UD                                                                         |
| D320          | Dole                              | GO          | 1923                         | Cambia Provincia e Regione a    |                          | UD (Veneto)                                                                |
| D320          | Dole                              | UD (Veneto) | 1927                         | Cambia Provincia e Regione a    |                          | GO                                                                         |
| D320          | Dole                              | GO          | 1928                         | Aggregato al Com. di            | Idria                    | GO                                                                         |
| D320          | Dole                              | GO          | 1947                         | Trasferito Post Mortem a        |                          | Goriziano (Jugoslavia, dal 1991 Slovenia)                                  |
| D321          | Dolegna                           | GO          | 1923                         | Cambia Provincia e Regione a    |                          | UD (Veneto)                                                                |
| D321          | Dolegna del Collio                | UD (Veneto) | 1927                         | Cambia Provincia e Regione a    |                          | GO                                                                         |
| D321          | Dolegna del Collio                | GO          | 1947                         | Trasferito (in parte) a         |                          | Goriziano (Jugoslavia, dal 1991 Slovenia)                                  |
| D322          | Dol Grande                        | GO          | 1923                         | Cambia Provincia e Regione a    |                          | UD (Veneto)                                                                |
| D322          | Dol Grande                        | UD (Veneto) | 1927                         | Cambia Provincia a              |                          | GO                                                                         |
| D322          | Dol Grande                        | GO          | 1928                         | Aggregato al Com. di            | Comeno                   | GO                                                                         |
| D322          | Dol Grande                        | GO          | 1947                         | Trasferito Post Mortem a        |                          | Carsico-litoranea (Jugoslavia, dal 1991 Slovenia)                          |
| D324          | Dolina                            | PL          | 1923                         | Cambia Provincia a              |                          | TS                                                                         |
| D324          | Dolina                            | TS          | 1923                         | Cambia denominazione in         | San Dorligo della Valle  | TS                                                                         |
| D324          | San Dorligo della Valle           | TS          | 1947                         | Trasferito (in parte) a         |                          | Carsico-litoranea (Jugoslavia, dal 1991 Slovenia)                          |
| D326          | Dol Ottelza                       | GO          | 1923                         | Cambia Provincia e Regione a    |                          | UD (Veneto)                                                                |
| D326          | Dol Ottelza                       | UD (Veneto) | 1927                         | Cambia Provincia e Regione a    |                          | GO                                                                         |
| D326          | Dol Ottelza                       | GO          | 1928                         | Aggregato al Com. di            | Aidussina                | GO                                                                         |
| D326          | Dol Ottelza                       | GO          | 1947                         | Trasferito Post Mortem a        |                          | Goriziano (Jugoslavia, dal 1991 Slovenia)                                  |
| D362          | Draguccio                         | PL          | 1928                         | Aggregato al Com. di            | Pisino                   | PL                                                                         |
| D362          | Draguccio                         | PL          | 1947                         | Trasferito Post Mortem a        |                          | Istriana (Jugoslavia, dal 1991 Croazia)                                    |
| D366          | Drenchia                          | UD (Veneto) | 1947                         | Cambia Regione                  |                          | UD                                                                         |
| D368          | Dresenza                          | GO          | 1923                         | Cambia Provincia e Regione a    |                          | UD (Veneto)                                                                |
| D368          | Dresenza                          | UD (Veneto) | 1927                         | Cambia Provincia e Regione a    |                          | GO                                                                         |
| D368          | Dresenza                          | GO          | 1928                         | Aggregato al Com. di            | Caporetto                | GO                                                                         |
| D368          | Dresenza                          | GO          | 1947                         | Trasferito Post Mortem a        |                          | Goriziano (Jugoslavia, dal 1991 Slovenia)                                  |
| D382          | Duino                             | GO          | 1923                         | Cambia Provincia a              |                          | TS                                                                         |
| D382          | Duino                             | TS          | 1928                         | Aggregato al Nuovo Com. di      | Duino Aurisina           | TS                                                                         |
| D389          | Duttogliano                       | GO          | 1923                         | Cambia Provincia a              |                          | TS                                                                         |
| D389          | Duttogliano                       | TS          | 1947                         | Trasferito a                    |                          | Litorale-Carso (Jugoslavia, dal 1991 Slovenia)                             |
| D389          | Duttogliano                       | TS          | 1947                         | Aggregato al Com. di            | Sesana                   | TS                                                                         |
| D400          | Elsane                            | GO          | 1923                         | Cambia Provincia a              |                          | PL                                                                         |
| D400          | Gelsane                           | PK          | 1923                         | Cambia denominazione in         | Elsane                   | PL                                                                         |
| D400          | Elsane                            | PL          | 1924                         | Cambia Provincia a              |                          | FM                                                                         |
| D400          | Elsane                            | FM          | 1947                         | Trasferito a                    |                          | Carniola interna-Carso (Jugoslavia, dal 1991 Slovenia)                     |
| D400          | Elsane                            | FM          | 1947                         | Aggregato al Com. di            | Villa del Nevoso         | FM                                                                         |
| D408          | Enemonzo                          | UD (Veneto) | 1947                         | Cambia Regione                  |                          | UD                                                                         |
| D425          | Erpelle-Cosina                    | PL          | 1947                         | Trasferito a                    |                          | Carsico-litoranea (Jugoslavia, dal 1991 Slovenia)                          |
| D426          | Erto e Casso                      | UD          | 1968                         | Cambia Provincia a              |                          | PN                                                                         |
| D426          | Erto e Casso                      | UD (Veneto) | 1947                         | Cambia Regione                  |                          | UD                                                                         |
| D427          | Ersel in Monte                    | GO          | 1923                         | Cambia Provincia e Regione a    |                          | UD (Veneto)                                                                |
| D427          | Ersel in Monte                    | UD (Veneto) | 1927                         | Cambia Provincia e Regione a    |                          | GO                                                                         |
| D427          | Ersel in Monte                    | GO          | 1928                         | Aggregato al Com. di            | Vipacco                  | GO                                                                         |
| D427          | Ersel in Monte                    | GO          | 1947                         | Trasferito Post Mortem a        |                          | Goriziano (Jugoslavia, dal 1991 Slovenia)                                  |
| D455          | Faedis                            | UD (Veneto) | 1947                         | Cambia Regione                  |                          | UD                                                                         |
| D461          | Fagagna                           | UD (Veneto) | 1947                         | Cambia Regione                  |                          | UD                                                                         |
| D485          | Famie                             | GO          | 1923                         | Cambia Provincia a              |                          | TS                                                                         |
| D485          | Famie                             | TS          | 1928                         | Aggregato al Com. di            | Cave Auremiane           | TS                                                                         |
| D485          | Famie                             | TS          | 1947                         | Trasferito Post Mortem a        |                          | Carsico-litoranea (Jugoslavia, dal 1991 Slovenia)                          |
| D485          | Famie                             | TS          | 1947                         | Passa Post Mortem a             | Divaccia San Canziano    | Slovenia                                                                   |
| D487          | Fanna                             | UD          | 1968                         | Cambia Provincia a              |                          | PN                                                                         |
| D487          | Fanna                             | UD Veneto   | 1947                         | Cambia Regione                  |                          | UD                                                                         |
| D504          | Farra                             | GO          | 1923                         | Cambia Provincia e Regione a    |                          | UD (Veneto)                                                                |
| D504          | Farra d'Isonzo                    | UD (Veneto) | 1927                         | Cambia Provincia e Regione a    |                          | GO                                                                         |
| D507          | Fasana d'Istria                   | PL          | 1927                         | Aggregato al Com. di            | Pola                     | PL                                                                         |
| D507          | Fasana d'Istria                   | PL          | 1947                         | Trasferito Post Mortem a        |                          | Istriana (Jugoslavia, dal 1991 Croazia)                                    |
| D525          | Feletto Umberto                   | UD (Veneto) | 1947                         | Cambia Regione Post Mortem      |                          | UD                                                                         |
| D563          | Fianona                           | PL          | 1929                         | Staccato dal Com. di            | Lanischie                | PL                                                                         |
| D563          | Fianona                           | PL          | 1947                         | Trasferito a                    |                          | Istriana (Jugoslavia, dal 1991 Croazia)                                    |
| D620          | Fiume                             | FM          | 1947                         |                                 |                          | Litoranea (Jugoslavia, dal 1991 Croazia)                                   |
| D621          | Fiume Veneto                      | UD          | 1968                         | Cambia Provincia a              |                          | PN                                                                         |
| D621          | Fiume Veneto                      | UD (Veneto) | 1947                         | Cambia Regione                  |                          | UD                                                                         |
| D627          | Fiumicello                        | GO          | 1923                         | Cambia Provincia e Regione a    |                          | UD (Veneto)                                                                |
| D627          | Fiumicello                        | UD          | 1947                         | Ristaccato dal Com. di          | Aquileia                 | UD                                                                         |
| D627          | Fiumicello                        | UD (Veneto) | 1947                         | Cambia Regione                  |                          | UD                                                                         |
| D630          | Flaibano                          | UD (Veneto) | 1947                         | Cambia Regione                  |                          | UD                                                                         |
| D645          | Fogliano                          | GO          | 1923                         | Cambia Provincia a              |                          | TS                                                                         |
| D645          | Fogliano                          | TS          | 1923                         | Cambia denominazione in         | Fogliano di Monfalcone   | TS                                                                         |
| D645          | Fogliano di Monfalcone            | TS          | 1929                         | Cambia denominazione in         | Fogliano Redipuglia      | TS                                                                         |
| D645          | Fogliano Redipuglia               | TS          | 1947                         | Cambia Provincia a              |                          | GO                                                                         |
| D669          | Fontana del Conte                 | GO          | 1923                         | Cambia Provincia a              |                          | PL                                                                         |
| D669          | Fontana del Conte                 | PL          | 1924                         | Cambia Provincia a              |                          | FM                                                                         |
| D669          | Fontana del Conte                 | FM          | 1947                         | Trasferito a                    |                          | Carniola interna-Carso (Jugoslavia, dal 1991 Slovenia)                     |
| D669          | Fontana del Conte                 | FM          | 1947                         | Aggregato al Com. di            | Villa del Nevoso         | FM                                                                         |
| D670          | Fontanafredda                     | UD          | 1968                         | Cambia Provincia a              |                          | PN                                                                         |
| D670          | Fontanafredda                     | UD (Veneto) | 1947                         | Cambia Regione                  |                          | UD                                                                         |
| D700          | Forgaria nel Friuli               | UD          | 1968                         | Cambia Provincia a              |                          | PN                                                                         |
| D700          | Forgaria nel Friuli               | PN          | 1969                         | Cambia Provincia a              |                          | UD                                                                         |
| D700          | Forgaria nel Friuli               | UD (Veneto) | 1947                         | Cambia Regione                  |                          | UD                                                                         |
| D718          | Forni Avoltri                     | UD (Veneto) | 1947                         | Cambia Regione                  |                          | UD                                                                         |
| D719          | Forni di Sopra                    | UD (Veneto) | 1947                         | Cambia Regione                  |                          | UD                                                                         |
| D720          | Forni di Sotto                    | UD (Veneto) | 1947                         | Cambia Regione                  |                          | UD                                                                         |
| D804          | Frisanco                          | UD          | 1968                         | Cambia Provincia a              |                          | PN                                                                         |
| D804          | Frisanco                          | UD (Veneto) | 1947                         | Cambia Regione                  |                          | UD                                                                         |
| D831          | Roccalba                          | GO          | 1923                         | Cambia Provincia e Regione a    |                          | UD (Veneto)                                                                |
| D831          | Fusine in Valromana               | UD (Veneto) | 1947                         | Cambia Regione Post Mortem      |                          | UD                                                                         |
| D837          | Gabria                            | GO          | 1923                         | Cambia Provincia e Regione a    |                          | UD (Veneto)                                                                |
| D837          | Gabria                            | UD (Veneto) | 1927                         | Cambia Provincia e Regione a    |                          | GO                                                                         |
| D837          | Gabria                            | GO          | 1928                         | Aggregato al Com. di            | San Daniele del Carso    | GO                                                                         |
| D837          | Gabria                            | GO          | 1947                         | Passa Post Mortem a             | Comeno                   | Slovenia                                                                   |
| D837          | Gabria                            | GO          | 1947                         | Trasferito Post Mortem a        |                          | Goriziano (Jugoslavia, dal 1991 Slovenia)                                  |
| D838          | Gabrovizza                        | GO          | 1923                         | Cambia Provincia e Regione a    |                          | UD (Veneto)                                                                |
| D838          | Gabrovizza                        | UD (Veneto) | 1927                         | Cambia Provincia e Regione a    |                          | GO                                                                         |
| D838          | Gabrovizza                        | GO          | 1928                         | Aggregato al Com. di            | Comeno                   | GO                                                                         |
| D838          | Gabrovizza                        | GO          | 1947                         | Trasferito Post Mortem a        |                          | Carsico-litoranea (Jugoslavia, dal 1991 Slovenia)                          |
| D922          | Gargaro                           | GO          | 1923                         | Cambia Provincia e Regione a    |                          | UD (Veneto)                                                                |
| D922          | Gargaro                           | UD (Veneto) | 1927                         | Cambia Provincia e Regione a    |                          | GO                                                                         |
| D922          | Gargaro                           | GO          | 1947                         | Aggregato al Com. di            | Nova Gorica              | GO                                                                         |
| D922          | Gargaro                           | GO          | 1947                         | Trasferito a                    |                          | Goriziano (Jugoslavia, dal 1991 Slovenia)                                  |
| D962          | Gemona del Friuli                 | UD (Veneto) | 1947                         | Cambia Regione                  |                          | UD                                                                         |
| E032          | Gimino                            | PL          | 1947                         | Trasferito a                    |                          | Istriana (Jugoslavia, dal 1991 Croazia)                                    |
| E073          | Godovici                          | GO          | 1923                         | Cambia Provincia e Regione a    |                          | UD (Veneto)                                                                |
| E073          | Godovici                          | UD (Veneto) | 1927                         | Cambia Provincia e Regione a    |                          | GO                                                                         |
| E073          | Godovici                          | GO          | 1928                         | Aggregato al Com. di            | Montenero d'Idria        | GO                                                                         |
| E073          | Godovici                          | GO          | 1947                         | Trasferito Post Mortem a        |                          | Goriziano (Jugoslavia, dal 1991 Slovenia)                                  |
| E073          | Godovici                          | UD (Veneto) | 1927                         | Cambia Regione                  |                          | GO                                                                         |
| E042          | Goiaci                            | GO          | 1923                         | Cambia Provincia e Regione a    |                          | UD (Veneto)                                                                |
| E042          | Goiaci                            | UD (Veneto) | Cambia Provincia e Regione a |                                 |                          | GO                                                                         |
| E042          | Goiaci                            | GO          | 1928                         | Aggregato al Com. di            | Cernizza Goriziana       | GO                                                                         |
| E042          | Goiaci                            | GO          | 1947                         | Passa Post Mortem a             | Aidussina                | Slovenia                                                                   |
| E042          | Goiaci                            | GO          | 1947                         | Trasferito Post Mortem a        |                          | Goriziano (Jugoslavia, dal 1991 Slovenia)                                  |
| E083          | Gonars                            | UD (Veneto) | 1947                         | Cambia Regione                  |                          | UD                                                                         |
| E095          | Goriano                           | GO          | 1923                         | Cambia Provincia e Regione a    |                          | UD (Veneto)                                                                |
| E095          | Goriano                           | UD (Veneto) | 1927                         | Cambia Provincia e Regione a    |                          | GO                                                                         |
| E095          | Goriano                           | GO          | 1928                         | Aggregato al Com. di            | Comeno                   | GO                                                                         |
| E095          | Goriano                           | GO          | 1947                         | Trasferito Post Mortem a        |                          | Carsico-litoranea (Jugoslavia, dal 1991 Slovenia)                          |
| E098          | Gorizia                           | GO          | 1923                         | Cambia Provincia e Regione a    |                          | UD (Veneto)                                                                |
| E098          | Gorizia                           | UD (Veneto) | 1927                         | Cambia Provincia e Regione a    |                          | GO                                                                         |
| E098          | Gorizia                           | GO          | 1947                         | Trasferito (in parte) a         |                          | Goriziano (Jugoslavia, dal 1991 Slovenia)                                  |
| E119          | Gozze                             | GO          | 1923                         | Cambia Provincia e Regione a    |                          | UD (Veneto)                                                                |
| E119          | Gozze                             | UD (Veneto) | 1927                         | Cambia Provincia a              |                          | GO                                                                         |
| E119          | Gozze                             | GO          | 1928                         | Aggregato al Com. di            | Vipacco                  | GO                                                                         |
| E119          | Gozze                             | GO          | 1947                         | Trasferito Post Mortem a        |                          | Goriziano (Jugoslavia, dal 1991 Slovenia)                                  |
| E121          | Gracova Serravalle                | GO          | 1923                         | Cambia Provincia e Regione a    |                          | UD (Veneto)                                                                |
| E121          | Gracova Serravalle                | UD (Veneto) | 1927                         | Cambia Provincia e Regione a    |                          | GO                                                                         |
| E121          | Gracova Serravalle                | GO          | 1947                         | Aggregato al Com. di            | Tolmino                  | GO                                                                         |
| E121          | Gracova Serravalle                | GO          | 1947                         | Trasferito a                    |                          | Goriziano (Jugoslavia, dal 1991 Slovenia)                                  |
| E124          | Gradisca                          | GO          | 1923                         | Cambia Provincia e Regione a    |                          | UD (Veneto)                                                                |
| E124          | Gradisca d'Isonzo                 | UD (Veneto) | 1927                         | Cambia Provincia e Regione a    |                          | GO                                                                         |
| E125          | Grado                             | GO          | 1923                         | Cambia Provincia a              |                          | GO                                                                         |
| E125          | Grado                             | GO          | 1947                         | Cambia Provincia a              |                          | GO                                                                         |
| E179          | Grimacco                          | UD (Veneto) | 1947                         | Cambia Regione                  |                          | UD                                                                         |
| E183          | Grisignana                        | PL          | 1947                         | Trasferito a                    |                          | Istriana (Jugoslavia, dal 1991 Croazia)                                    |
| E277          | Idresca d'Isonzo                  | GO          | 1923                         | Cambia Provincia e Regione a    |                          | UD (Veneto)                                                                |
| E277          | Idresca d'Isonzo                  | UD (Veneto) | 1927                         | Cambia Provincia e Regione a    |                          | GO                                                                         |
| E277          | Idresca d'Isonzo                  | GO          | 1928                         | Aggregato al Com. di            | Caporetto                | GO                                                                         |
| E277          | Idresca d'Isonzo                  | GO          | 1947                         | Trasferito Post Mortem a        |                          | Goriziano (Jugoslavia, dal 1991 Slovenia)                                  |
| E278          | Idria                             | GO          | 1923                         | Cambia Provincia e Regione a    |                          | UD (Veneto)                                                                |
| E278          | Idria                             | UD (Veneto) | 1927                         | Cambia Provincia e Regione a    |                          | GO                                                                         |
| E278          | Idria                             | GO          | 1947                         | Trasferito a                    |                          | Goriziano (Jugoslavia, dal 1991 Slovenia)                                  |
| E279          | Idria di Sotto                    | GO          | 1923                         | Cambia Provincia e Regione a    |                          | UD (Veneto)                                                                |
| E279          | Idria di Sotto                    | UD (Veneto) | 1927                         | Cambia Provincia e Regione a    |                          | GO                                                                         |
| E279          | Idria di Sotto                    | GO          | 1928                         | Aggregato al Com. di            | Idria                    | GO                                                                         |
| E279          | Idria di Sotto                    | GO          | 1947                         | Trasferito Post Mortem a        |                          | Goriziano (Jugoslavia, dal 1991 Slovenia)                                  |
| E319          | Ioanniz                           | GO          | 1923                         | Cambia Provincia e Regionea     |                          | UD (Veneto)                                                                |
| E319          | Ioannis                           | UD (Veneto) | 1947                         | Cambia Regione Post Mortem      |                          | UD                                                                         |
| E322          | Ipplis                            | UD (Veneto) | 1947                         | Cambia Regione Post Mortem      |                          | UD                                                                         |
| E355          | Isola d'Istria                    | PL          | 1947                         | Trasferito a                    |                          | Litoranea-Carso (Jugoslavia, dal 1991 Slovenia)                            |
| E404          | San Leopoldo Alaglesie            | GO          | 1923                         | Cambia Provincia e Regione a    |                          | UD (Veneto)                                                                |
| E404          | Laglesie San Leopoldo             | UD (Veneto) | 1947                         | Cambia Regione Post Mortem      |                          | UD                                                                         |
| E411          | Lagosta                           | ZA          | 1947                         | Trasferito a                    |                          | Ragusanea (Jugoslavia, dal 1991 Croazia)                                   |
| E440          | Lanischie                         | PL          | 1947                         | Trasferito a                    |                          | Istriana (Jugoslavia, dal 1991 Croazia)                                    |
| E460          | Lase                              | GO          | 1923                         | Cambia Provincia a              |                          | TS                                                                         |
| E460          | Lase                              | TS          | 1928                         | Aggregato al Com. di            | Senosecchia              | TS                                                                         |
| E460          | Lase                              | TS          | 1947                         | Trasferito Post Mortem a        |                          | Goriziano (Jugoslavia, dal 1991 Slovenia)                                  |
| E460          | Lase                              | TS          | 1947                         | Passa Post Mortem a             | Divaccia San Canziano    | Slovenia                                                                   |
| E473          | Latisana                          | UD (Veneto) | 1947                         | Cambia Regione                  |                          | UD                                                                         |
| E476          | Lauco                             | UD (Veneto) | 1947                         | Cambia Regione                  |                          | UD                                                                         |
| E478          | Laurana                           | PL          | 1924                         | Cambia Provincia a              |                          | FM                                                                         |
| E478          | Laurana                           | FM          | 1947                         |                                 |                          | Litoranea (Jugoslavia, dal 1991 Croazia)                                   |
| E508          | Ledine                            | GO          | 1923                         | Cambia Provincia e Regione a    |                          | UD (Veneto)                                                                |
| E508          | Ledine                            | UD (Veneto) | 1927                         | Cambia Provincia e Regione a    |                          | GO                                                                         |
| E508          | Ledine                            | GO          | 1928                         | Aggregato al Com. di            | Idria                    | GO                                                                         |
| E508          | Ledine                            | GO          | 1947                         | Trasferito Post Mortem a        |                          | Goriziano (Jugoslavia, dal 1991 Slovenia)                                  |
| E553          | Lestizza                          | UD (Veneto) | 1947                         | Cambia Regione                  |                          | UD                                                                         |
| E572          | Libussina                         | GO          | 1923                         | Cambia Provincia e Regione a    |                          | UD (Veneto)                                                                |
| E572          | Libussina                         | UD (Veneto) | 1927                         | Cambia Provincia e Regione a    |                          | GO                                                                         |
| E572          | Libussina                         | GO          | 1928                         | Aggregato al Com. di            | Caporetto                | GO                                                                         |
| E572          | Libussina                         | GO          | 1947                         | Trasferito Post Mortem a        |                          | Goriziano (Jugoslavia, dal 1991 Slovenia)                                  |
| E584          | Lignano Sabbiadoro                | UD          | 1959                         | Staccato dal Com. di            | Latisana                 | UD                                                                         |
| E586          | Ligosullo                         | UD (Veneto) | 1947                         | Cambia Regione                  |                          | UD                                                                         |
| E641          | Locavizza di Aidussina            | GO          | 1923                         | Cambia Provincia e Regione a    |                          | UD (Veneto)                                                                |
| E641          | Locavizza di Aidussina            | UD (Veneto) | 1927                         | Cambia Provincia e Regione a    |                          | GO                                                                         |
| E641          | Locavizza di Aidussina            | GO          | 1928                         | Aggregato al Com. di            | Aidussina                | GO                                                                         |
| E641          | Locavizza di Aidussina            | GO          | 1947                         | Trasferito Post Mortem a        |                          | Goriziano (Jugoslavia, dal 1991 Slovenia)                                  |
| E642          | Locavizza di Canale               | GO          | 1923                         | Cambia Provincia e Regione a    |                          | UD (Veneto)                                                                |
| E642          | Locavizza di Canale               | UD (Veneto) | 1927                         | Cambia Provincia e Regione a    |                          | GO                                                                         |
| E642          | Locavizza di Canale               | GO          | 1928                         | Aggregato al Com. di            | Chiapovano               | GO                                                                         |
| E642          | Locavizza di Canale               | GO          | 1947                         | Passa Post Mortem a             | Nova Gorica              | Slovenia                                                                   |
| E642          | Locavizza di Canale               | GO          | 1947                         | Trasferito Post Mortem a        |                          | Goriziano (Jugoslavia, dal 1991 Slovenia)                                  |
| E696          | Lose                              | GO          | 1923                         | Cambia Provincia e Regione a    |                          | UD (Veneto)                                                                |
| E696          | Lose                              | UD (Veneto) | 1927                         | Cambia Provincia e Regione a    |                          | GO                                                                         |
| E696          | Lose                              | GO          | 1928                         | Aggregato al Com. di            | Vipacco                  | GO                                                                         |
| E696          | Lose                              | GO          | 1947                         | Trasferito Post Mortem a        |                          | Goriziano (Jugoslavia, dal 1991 Slovenia)                                  |
| E720          | Lucinico                          | GO          | 1923                         | Cambia Provincia e Regione a    |                          | UD (Veneto)                                                                |
| E720          | Lucinico                          | GO          | 1927                         | Aggregato al Com. di            | Gorizia                  | GO                                                                         |
| E720          | Lucinico                          | UD (Veneto) | 1927                         | Cambia Provincia e Regione a    |                          | GO                                                                         |
| E732          | Luico                             | GO          | 1923                         | Cambia Provincia e Regione a    |                          | UD (Veneto)                                                                |
| E732          | Luico                             | UD (Veneto) | 1927                         | Cambia Provincia e Regione a    |                          | GO                                                                         |
| E732          | Luico                             | GO          | 1928                         | Aggregato al Com. di            | Caporetto                | GO                                                                         |
| E732          | Luico                             | GO          | 1947                         | Trasferito Post Mortem a        |                          | Goriziano (Jugoslavia, dal 1991 Slovenia)                                  |
| E760          | Lusevera                          | UD (Veneto) | 1947                         | Cambia Regione                  |                          | UD                                                                         |
| E765          | Lussingrande                      | GO          | 1947                         | Trasferito a                    |                          | Litoranea (Jugoslavia, dal 1991 Croazia)                                   |
| E765          | Lussingrande                      | GO          | 1947                         | Aggregato al Com. di            | Lussinpiccolo            | PL                                                                         |
| E766          | Lussinpiccolo                     | GO          | 1947                         | Trasferito a                    |                          | Litoranea (Jugoslavia, dal 1991 Croazia)                                   |
| E820          | Magnano in Riviera                | UD (Veneto) | 1947                         | Cambia Regione                  |                          | UD                                                                         |
| E833          | Majano                            | UD (Veneto) | 1947                         | Cambia Regione                  |                          | UD                                                                         |
| E846          | Malborghetto                      | GO          | 1923                         | Cambia Provincia e Regione a    |                          | UD (Veneto)                                                                |
| E846          | Malborghetto                      | UD (Veneto) | 1947                         | Cambia Regione Post Mortem      |                          | UD                                                                         |
| E847          | Malborghetto Valbruna             | UD (Veneto) | 1947                         | Cambia Regione                  |                          | UD                                                                         |
| E849          | Manchinie                         | GO          | 1923                         | Cambia Provincia a              |                          | TS                                                                         |
| E849          | Manchinie                         | TS          | 1923                         | Cambia denominazione in         | Malchina                 | TS                                                                         |
| E849          | Malchina                          | TS          | 1928                         | Aggregato al Nuovo Com. di      | Duino Aurisina           | TS                                                                         |
| E889          | Maniago                           | UD          | 1968                         | Cambia Provincia a              |                          | PN                                                                         |
| E889          | Maniago                           | UD (Veneto) | 1947                         | Cambia Regione                  |                          | UD                                                                         |
| E889          | Maniago                           | UD (Veneto) | 1947                         | Cambia Regione                  |                          | UD                                                                         |
| E898          | Manzano                           | UD (Veneto) | 1947                         | Cambia Regione                  |                          | UD                                                                         |
| E910          | Marano Lagunare                   | UD (Veneto) | 1947                         | Cambia Regione                  |                          | UD                                                                         |
| E942          | Maresego                          | PL          | 1947                         | Trasferito a                    |                          | Litorale-Carso (Jugoslavia, dal 1991 Slovenia)                             |
| E942          | Maresego                          | PL          | 1947                         | Aggregato al Com. di            | Capodistria              | PL                                                                         |
| E952          | Mariano                           | GO          | 1923                         | Cambia Provincia e Regione a    |                          | UD (Veneto)                                                                |
| E952          | Mariano del Friuli                | UD (Veneto) | 1927                         | Cambia Provincia e Regione a    |                          | GO                                                                         |
| E982          | Martignacco                       | UD (Veneto) | 1947                         | Cambia Regione                  |                          | UD                                                                         |
| F057          | Matteria                          | GO          | 1923                         | Cambia Provincia a              |                          | PL                                                                         |
| F057          | Matteria                          | PL          | 1924                         | Cambia Provincia a              |                          | FM                                                                         |
| F057          | Matteria                          | FM          | 1947                         | Trasferito a                    |                          | Carsico-litoranea (Jugoslavia, dal 1991 Slovenia)                          |
| F057          | Matteria                          | PL          | 1947                         | Aggregato al Com. di            | Erpelle-Cosina           | PL                                                                         |
| F060          | Mattuglie                         | GO          | 1923                         | Cambia Provincia a              |                          | PL                                                                         |
| F060          | Mattuglie                         | PL          | 1924                         | Cambia Provincia a              |                          | FM                                                                         |
| F060          | Mattuglie                         | FM          | 1947                         | Trasferito a                    |                          | Litoranea (Jugoslavia, dal 1991 Croazia)                                   |
| F079          | Medana                            | GO          | 1923                         | Cambia Provincia e Regione a    |                          | UD (Veneto)                                                                |
| F079          | Medana                            | UD (Veneto) | 1927                         | Cambia Provincia e Regione a    |                          | GO                                                                         |
| F079          | Medana                            | GO          | 1928                         | Aggregato al Com. di            | Castel Dobra             | GO                                                                         |
| F079          | Medana                            | GO          | 1947                         | Passa Post Mortem a             | Collio                   | Slovenia                                                                   |
| F079          | Medana                            | GO          | 1947                         | Trasferito Post Mortem a        |                          | Goriziano (Jugoslavia, dal 1991 Slovenia)                                  |
| F081          | Medea                             | GO          | 1923                         | Cambia Provincia e Regione a    |                          | UD (Veneto)                                                                |
| F081          | Medea                             | UD (Veneto) | 1927                         | Cambia Provincia e Regione a    |                          | GO                                                                         |
| F081          | Medea                             | GO          | 1928                         | Aggregato al Com. di            | Cormons                  | GO                                                                         |
| F081          | Medea                             | GO          | 1955                         | Ristaccato dal Com. di          | Cormons                  | GO                                                                         |
| F089          | Meduno                            | UD          | 1968                         | Cambia Provincia a              |                          | PN                                                                         |
| F089          | Meduno                            | UD (Veneto) | 1947                         | Cambia Regione                  |                          | UD                                                                         |
| F144          | Mereto di Tomba                   | UD (Veneto) | 1947                         | Cambia Regione                  |                          | UD                                                                         |
| F150          | Merna                             | GO          | 1923                         | Cambia Provincia e Regione a    |                          | UD (Veneto)                                                                |
| F150          | Merna                             | UD (Veneto) | 1927                         | Cambia Provincia e Regione a    |                          | GO                                                                         |
| F150          | Merna                             | GO          | 1947                         | Cambia denominazione in         | Merna                    | GO                                                                         |
| F150          | Merna                             | GO          | 1947                         | Aggregato (in parte) al Com. di | Sagrado                  | GO                                                                         |
| F150          | Merna                             | GO          | 1947                         | Trasferito (in parte) a         |                          | Goriziano (Jugoslavia, dal 1991 Slovenia)                                  |
| F150          | Merna                             | GO          | 1951                         | Passa Post Mortem (in parte) a  | Savogna d'Isonzo         | GO                                                                         |
| F228          | Mione                             | UD (Veneto) | 1947                         | Cambia Regione Post Mortem      |                          | UD                                                                         |
| F266          | Moggio Udinese                    | UD (Veneto) | 1947                         | Cambia Regione                  |                          | UD                                                                         |
| F275          | Moimacco                          | UD (Veneto) | 1947                         | Cambia Regione                  |                          | UD                                                                         |
| F356          | Monfalcone                        | GO          | 1923                         | Cambia Provincia a              |                          | TS                                                                         |
| F356          | Monfalcone                        | TS          | 1947                         | Cambia Provincia a              |                          | GO                                                                         |
| F378          | Monrupino                         | TS          | 1947                         | Trasferito (in parte) a         |                          | Goriziano (Jugoslavia, dal 1991 Slovenia)                                  |
| F485          | Monte di Capodistria              | PL          | 1947                         | Trasferito a                    |                          | Goriziano (Jugoslavia, dal 1991 Slovenia)                                  |
| F485          | Monte di Capodistria              | PL          | 1947                         | Aggregato al Com. di            | Capodistria              | PL                                                                         |
| F574          | Montenars                         | UD          | 1947                         | Ristaccato dal Com. di          | Artegna                  | UD                                                                         |
| F574          | Montenars                         | UD (Veneto) | 1947                         | Cambia Regione                  |                          | UD                                                                         |
| F577          | Montenero d'Idria                 | GO          | 1923                         | Cambia Provincia e Regione a    |                          | UD (Veneto)                                                                |
| F577          | Montenero d'Idria                 | UD (Veneto) | 1927                         | Cambia Provincia e Regione a    |                          | GO                                                                         |
| F577          | Montenero d'Idria                 | GO          | 1947                         | Aggregato al Com. di            | Idria                    | GO                                                                         |
| F577          | Montenero d'Idria                 | GO          | 1947                         | Trasferito a                    |                          | Goriziano (Jugoslavia, dal 1991 Slovenia)                                  |
| F596          | Montereale Cellina                | UD          | 1955                         | Cambia denominazione in         | Montereale Valcellina    | UD                                                                         |
| F596          | Montereale Valcellina             | UD          | 1968                         | Cambia Provincia a              |                          | PN                                                                         |
| F596          | Montereale Cellina                | UD (Veneto) | 1947                         | Cambia Regione                  |                          | UD                                                                         |
| F635          | Monte Sanvito                     | GO          | 1923                         | Cambia Provincia e Regione a    |                          | UD (Veneto)                                                                |
| F635          | Monte Sanvito                     | UD (Veneto) | 1927                         | Cambia Provincia e Regione a    |                          | GO                                                                         |
| F635          | Monte Sanvito                     | GO          | 1928                         | Aggregato al Com. di            | Santa Lucia d'Isonzo     | GO                                                                         |
| F635          | Monte Sanvito                     | GO          | 1947                         | Passa Post Mortem a             | Tolmino                  | Slovenia                                                                   |
| F635          | Monte Sanvito                     | GO          | 1947                         | Trasferito Post Mortem a        |                          | Goriziano (Jugoslavia, dal 1991 Slovenia)                                  |
| F649          | Montespino                        | GO          | 1923                         | Cambia Provincia e Regione a    |                          | UD (Veneto)                                                                |
| F649          | Montespino                        | UD (Veneto) | 1927                         | Cambia Provincia e Regione a    |                          | GO                                                                         |
| F649          | Montespino                        | GO          | 1947                         | Aggregato al Com. di            | Nova Gorica              | GO                                                                         |
| F649          | Montespino                        | GO          | 1947                         | Trasferito a                    |                          | Goriziano (Jugoslavia, dal 1991 Slovenia)                                  |
| F652          | Monte Urabice                     | GO          | 1923                         | Cambia Provincia e Regione a    |                          | UD (Veneto)                                                                |
| F652          | Monte Urabice                     | UD (Veneto) | 1927                         | Cambia Provincia e Regione a    |                          | GO                                                                         |
| F652          | Monte Urabice                     | GO          | 1928                         | Aggregato al Com. di            | San Vito di Vipacco      | GO                                                                         |
| F652          | Monte Urabice                     | GO          | 1947                         | Passa Post Mortem a             | Vipacco                  | Slovenia                                                                   |
| F652          | Monte Urabice                     | GO          | 1947                         | Trasferito Post Mortem a        |                          | Goriziano (Jugoslavia, dal 1991 Slovenia)                                  |
| F683          | Montona                           | PL          | 1947                         | Trasferito a                    |                          | Istriana (Jugoslavia, dal 1991 Croazia)                                    |
| F710          | Moraro                            | GO          | 1923                         | Cambia Provincia e Regione a    |                          | UD (Veneto)                                                                |
| F710          | Moraro                            | GO          | 1927                         | Aggregato al Com. di            | Capriva del Friuli       | GO                                                                         |
| F710          | Moraro                            | UD (Veneto) | 1927                         | Cambia Provincia e Regione a    |                          | GO                                                                         |
| F710          | Moraro                            | GO          | 1955                         | Ristaccato dal Com. di          | Capriva del Friuli       | GO                                                                         |
| F750          | Morsano al Tagliamento            | UD          | 1968                         | Cambia Provincia a              |                          | PN                                                                         |
| F750          | Morsano al Tagliamento            | UD (Veneto) | 1947                         | Cambia Regione                  |                          | UD                                                                         |
| F756          | Mortegliano                       | UD (Veneto) | 1947                         | Cambia Regione                  |                          | UD                                                                         |
| F760          | Moruzzo                           | UD (Veneto) | 1947                         | Cambia Regione                  |                          | UD                                                                         |
| F763          | Moschienizze                      | PL          | 1923                         | Cambia denominazione in         | Moschiena                | PL                                                                         |
| F763          | Moschiena                         | PL          | 1924                         | Cambia Provincia a              |                          | FM                                                                         |
| F763          | Moschiena                         | FM          | 1941                         | Cambia denominazione in         | Val Santamarina          | FM                                                                         |
| F767          | Mossa                             | GO          | 1923                         | Cambia Provincia e Regione a    |                          | UD (Veneto)                                                                |
| F767          | Mossa                             | GO          | 1927                         | Aggregato al Com. di            | Capriva del Friuli       | GO                                                                         |
| F767          | Mossa                             | UD (Veneto) | 1927                         | Cambia Provincia e Regione a    |                          | GO                                                                         |
| F767          | Mossa                             | GO          | 1955                         | Ristaccato dal Com. di          | Capriva del Friuli       | GO                                                                         |
| F795          | Muggia                            | PL          | 1923                         | Cambia Provincia a              |                          | TS                                                                         |
| F795          | Muggia                            | TS          | 1954                         | Trasferito (in parte) a         |                          | Goriziano (Jugoslavia, dal 1991 Slovenia)                                  |
| F821          | Muscoli Strassoldo                | GO          | 1923                         | Cambia Provincia e Regione a    |                          | UD (Veneto)                                                                |
| F821          | Muscoli Strassoldo                | UD (Veneto) | 1947                         | Cambia Regione Post Mortem      |                          | UD                                                                         |
| F832          | Muzzana del Turgnano              | UD (Veneto) | 1947                         | Cambia Regione                  |                          | UD                                                                         |
| F834          | Nacla San Maurizio                | GO          | 1923                         | Cambia Provincia a              |                          | TS                                                                         |
| F834          | Nacla San Maurizio                | TS          | 1928                         | Aggregato al Com. di            | Divaccia San Canziano    | TS                                                                         |
| F834          | Nacla San Maurizio                | TS          | 1947                         | Trasferito Post Mortem a        |                          | Goriziano (Jugoslavia, dal 1991 Slovenia)                                  |
| F869          | Neresine                          | PL          | 1947                         | Trasferito a                    |                          | Litoranea (Jugoslavia, dal 1991 Croazia)                                   |
| F869          | Neresine                          | PL          | 1947                         | Aggregato al Com. di            | Lussinpiccolo            | PL                                                                         |
| F898          | Nimis                             | UD (Veneto) | 1947                         | Cambia Regione                  |                          | UD                                                                         |
| G053          | Oltresonzia                       | GO          | 1923                         | Cambia Provincia e Regione a    |                          | UD (Veneto)                                                                |
| G053          | Oltresonzia                       | UD (Veneto) | 1927                         | Cambia Provincia e Regione a    |                          | GO                                                                         |
| G053          | Oltresonzia                       | GO          | 1928                         | Aggregato al Com. di            | Plezzo                   | GO                                                                         |
| G053          | Oltresonzia                       | GO          | 1947                         | Trasferito Post Mortem a        |                          | Goriziano (Jugoslavia, dal 1991 Slovenia)                                  |
| G077          | Opacchiasella                     | GO          | 1923                         | Cambia Provincia e Regione a    |                          | UD (Veneto)                                                                |
| G077          | Opacchiasella                     | UD (Veneto) | 1927                         | Cambia Provincia e Regione a    |                          | GO                                                                         |
| G077          | Opacchiasella                     | GO          | 1947                         | Aggregato (in parte) al Com. di | Sagrado                  | GO                                                                         |
| G077          | Opacchiasella                     | GO          | 1947                         | Trasferito (in parte) a         |                          | Goriziano (Jugoslavia, dal 1991 Slovenia)                                  |
| G127          | Orsera                            | PL          | 1947                         | Trasferito a                    |                          | Istriana (Jugoslavia, dal 1991 Croazia)                                    |
| G163          | Osoppo                            | UD (Veneto) | 1947                         | Cambia Regione                  |                          | UD                                                                         |
| G175          | Ossecca Vittuglia                 | GO          | 1923                         | Cambia Provincia e Regione a    |                          | UD (Veneto)                                                                |
| G175          | Ossecca Vittuglia                 | UD (Veneto) | 1927                         | Cambia Provincia e Regione a    |                          | GO                                                                         |
| G175          | Ossecca Vittuglia                 | GO          | 1928                         | Aggregato al Com. di            | Sambasso                 | GO                                                                         |
| G175          | Ossecca Vittuglia                 | GO          | 1947                         | Passa Post Mortem a             | Nova Gorica              | Slovenia                                                                   |
| G175          | Ossecca Vittuglia                 | GO          | 1947                         | Trasferito Post Mortem a        |                          | Goriziano (Jugoslavia, dal 1991 Slovenia)                                  |
| G176          | Ossegliano San Michele            | GO          | 1923                         | Cambia Provincia e Regione a    |                          | UD (Veneto)                                                                |
| G176          | Ossegliano San Michele            | UD (Veneto) | 1927                         | Cambia Provincia e Regione a    |                          | GO                                                                         |
| G176          | Ossegliano San Michele            | GO          | 1928                         | Aggregato al Com. di            | Sambasso                 | GO                                                                         |
| G176          | Ossegliano San Michele            | GO          | 1947                         | Passa Post Mortem a             | Nova Gorica              | Slovenia                                                                   |
| G176          | Ossegliano San Michele            | GO          | 1947                         | Trasferito Post Mortem a        |                          | Goriziano (Jugoslavia, dal 1991 Slovenia)                                  |
| G177          | Ossero                            | PL          | 1947                         | Trasferito a                    |                          | Litoranea (Jugoslavia, dal 1991 Croazia)                                   |
| G198          | Ovaro                             | UD (Veneto) | 1947                         | Cambia Regione                  |                          | UD                                                                         |
| G238          | Pagnacco                          | UD          | 1947                         | Ristaccato dal Com. di          | Tavagnacco               | UD                                                                         |
| G238          | Pagnacco                          | UD (Veneto) | 1947                         | Cambia Regione                  |                          | UD                                                                         |
| G268          | Palazzolo dello Stella            | UD (Veneto) | 1947                         | Cambia Regione                  |                          | UD                                                                         |
| G284          | Palmanova                         | UD (Veneto) | 1947                         | Cambia Regione                  |                          | UD                                                                         |
| G300          | Paluzza                           | UD (Veneto) | 1947                         | Cambia Regione                  |                          | UD                                                                         |
| G310          | Paniqua                           | GO          | 1923                         | Cambia Provincia e Regione a    |                          | UD (Veneto)                                                                |
| G310          | Paniqua                           | UD (Veneto) | 1927                         | Cambia Provincia e Regione a    |                          | GO                                                                         |
| G310          | Paniqua                           | GO          | 1928                         | Aggregato al Com. di            | Santa Lucia d'Isonzo     | GO                                                                         |
| G310          | Paniqua                           | GO          | 1947                         | Passa Post Mortem a             | Tolmino                  | Slovenia                                                                   |
| G310          | Paniqua                           | GO          | 1947                         | Trasferito Post Mortem a        |                          | Goriziano (Jugoslavia, dal 1991 Slovenia)                                  |
| G332          | Parenzo                           | PL          | 1947                         |                                 |                          | Istriana (Jugoslavia, dal 1991 Croazia)                                    |
| G352          | Pasian di Prato                   | UD (Veneto) | 1947                         | Cambia Regione                  |                          | UD                                                                         |
| G353          | Pasiano di Pordenone              | UD          | 1968                         | Cambia Provincia a              |                          | PN                                                                         |
| G353          | Pasiano di Pordenone              | UD (Veneto) | 1947                         | Cambia Regione                  |                          | UD                                                                         |
| G356          | Rivolto                           | UD (Veneto) | 1947                         | Cambia Regione Post Mortem      |                          | UD                                                                         |
| G380          | Paugnano                          | PL          | 1927                         | Aggregato al Com. di            | Monte di Capodistria     | PL                                                                         |
| G380          | Paugnano                          | PL          | 1947                         | Trasferito Post Mortem a        |                          | Litorale-Carso (Jugoslavia, dal 1991 Slovenia)                             |
| G380          | Paugnano                          | PL          | 1947                         | Passa Post Mortem a             | Capodistria              | Slovenia                                                                   |
| G381          | Paularo                           | UD (Veneto) | 1947                         | Cambia Regione                  |                          | UD                                                                         |
| G389          | Pavia di Udine                    | UD (Veneto) | 1947                         | Cambia Regione                  |                          | UD                                                                         |
| G472          | Perteole                          | GO          | 1923                         | Cambia Provincia a              |                          | UD (Veneto)                                                                |
| G472          | Perteole                          | GO          | 1923                         | Cambia Regione                  |                          | UD (Veneto)                                                                |
| G472          | Perteole                          | UD (Veneto) | 1947                         | Cambia Regione Post Mortem      |                          | UD                                                                         |
| G599          | Podgora                           | GO          | 1923                         | Cambia Provincia e Regione a    |                          | UD (Veneto)                                                                |
| G599          | Piedimonte del Calvario           | GO          | 1927                         | Aggregato al Com. di            | Gorizia                  | GO                                                                         |
| G599          | Piedimonte del Calvario           | UD (Veneto) | 1927                         | Cambia Provincia e Regione a    |                          | GO                                                                         |
| G599          | Piedimonte del Calvario           | GO          | 1947                         | Passa Post Mortem a             | Nova Gorica              | Slovenia                                                                   |
| G599          | Piedimonte del Calvario           | GO          | 1947                         | Trasferito Post Mortem a        |                          | Goriziano (Jugoslavia, dal 1991 Slovenia)                                  |
| G675          | Pinguente                         | PL          | 1947                         | Trasferito a                    |                          | Istriana (Jugoslavia, dal 1991 Croazia)                                    |
| G680          | Pinzano al Tagliamento            | UD          | 1968                         | Cambia Provincia a              |                          | PN                                                                         |
| G680          | Pinzano al Tagliamento            | UD (Veneto) | 1947                         | Cambia Regione                  |                          | UD                                                                         |
| G700          | Pirano                            | PL          | 1947                         | Trasferito a                    |                          | Litorale-Carso (Jugoslavia, dal 1991 Slovenia)                             |
| G709          | Pisino                            | PL          | 1947                         | Trasferito a                    |                          | Istriana (Jugoslavia, dal 1991 Croazia)                                    |
| G731          | Planina                           | GO          | 1923                         | Cambia Provincia e Regione a    |                          | UD (Veneto)                                                                |
| G731          | Planina                           | UD (Veneto) | 1927                         | Cambia Provincia e Regione a    |                          | GO                                                                         |
| G731          | Planina                           | GO          | 1928                         | Aggregato al Com. di            | Aidussina                | GO                                                                         |
| G731          | Planina                           | GO          | 1947                         | Trasferito Post Mortem a        |                          | Goriziano (Jugoslavia, dal 1991 Slovenia)                                  |
| G736          | Taipana                           | UD (Veneto) | 1947                         | Cambia Regione                  |                          | UD                                                                         |
| G738          | Plezzo                            | GO          | 1923                         | Cambia Provincia e Regione a    |                          | UD (Veneto)                                                                |
| G738          | Plezzo                            | UD (Veneto) | 1927                         | Cambia Provincia e Regione a    |                          | GO                                                                         |
| G738          | Plezzo                            | GO          | 1947                         | Trasferito a                    |                          | Goriziano (Jugoslavia, dal 1991 Slovenia)                                  |
| G739          | Pliscovizza della Madonna         | GO          | 1923                         | Cambia Provincia e Regione a    |                          | UD (Veneto)                                                                |
| G739          | Pliscovizza della Madonna         | UD (Veneto) | 1927                         | Cambia Provincia e Regione a    |                          | GO                                                                         |
| G739          | Pliscovizza della Madonna         | GO          | 1928                         | Aggregato al Com. di            | Comeno                   | GO                                                                         |
| G739          | Pliscovizza della Madonna         | GO          | 1947                         | Trasferito Post Mortem a        |                          | Goriziano (Jugoslavia, dal 1991 Slovenia)                                  |
| G743          | Pocenia                           | UD (Veneto) | 1947                         | Cambia Regione                  |                          | UD                                                                         |
| G744          | Pocrai del Pero                   | GO          | 1923                         | Cambia Provincia e Regione a    |                          | UD (Veneto)                                                                |
| G744          | Pocrai del Pero                   | UD (Veneto) | 1927                         | Cambia Provincia e Regione a    |                          | GO                                                                         |
| G744          | Pocrai del Pero                   | GO          | 1928                         | Aggregato al Com. di            | Zolla                    | GO                                                                         |
| G744          | Pocrai del Pero                   | GO          | 1947                         | Passa Post Mortem a             | Aidussina                | Slovenia                                                                   |
| G744          | Pocrai del Pero                   | GO          | 1947                         | Trasferito Post Mortem a        |                          | Goriziano (Jugoslavia, dal 1991 Slovenia)                                  |
| G748          | Podraga                           | GO          | 1923                         | Cambia Provincia e Regione a    |                          | UD (Veneto)                                                                |
| G748          | Podraga                           | UD (Veneto) | 1927                         | Cambia Provincia e Regione a    |                          | GO                                                                         |
| G748          | Podraga                           | GO          | 1928                         | Aggregato al Com. di            | San Vito di Vipacco      | GO                                                                         |
| G748          | Podraga                           | GO          | 1947                         | Passa Post Mortem a             | Vipacco                  | Slovenia                                                                   |
| G748          | Podraga                           | GO          | 1947                         | Trasferito Post Mortem a        |                          | Goriziano (Jugoslavia, dal 1991 Slovenia)                                  |
| G778          | Pola                              | PL          | 1947                         | Trasferito a                    |                          | Istriana (Jugoslavia, dal 1991 Croazia)                                    |
| G780          | Polcenigo                         | UD          | 1968                         | Cambia Provincia a              |                          | PN                                                                         |
| G780          | Polcenigo                         | UD (Veneto) | 1947                         | Cambia Regione                  |                          | UD                                                                         |
| G831          | Pontebba                          | UD (Veneto) | 1947                         | Cambia Regione                  |                          | UD                                                                         |
| G832          | Pontefella                        | GO          | 1923                         | Cambia Provincia e Regione a    |                          | UD (Veneto)                                                                |
| G832          | Pontebba Nova                     | UD (Veneto) | 1947                         | Cambia Regione Post Mortem      |                          | UD                                                                         |
| G886          | Porcia                            | UD          | 1968                         | Cambia Provincia a              |                          | PN                                                                         |
| G886          | Porcia                            | UD (Veneto) | 1947                         | Cambia Regione                  |                          | UD                                                                         |
| G888          | Pordenone                         | UD          | 1968                         | Cambia Provincia a              |                          | PN                                                                         |
| G888          | Pordenone                         | UD (Veneto) | 1947                         | Cambia Regione                  |                          | UD                                                                         |
| G891          | Porpetto                          | UD (Veneto) | 1947                         | Cambia Regione                  |                          | UD                                                                         |
| G915          | Portole                           | PL          | 1947                         | Trasferito a                    |                          | Istriana (Jugoslavia, dal 1991 Croazia)                                    |
| G941          | Postumia                          | GO          | 1923                         | Cambia Provincia a              |                          | TS                                                                         |
| G941          | Postumia                          | TS          | 1933                         | Cambia denominazione in         | Postumia Grotte          | TS                                                                         |
| G941          | Postumia Grotte                   | TS          | 1947                         | Trasferito a                    |                          | Carso interno (Jugoslavia, dal 1991 Slovenia)                              |
| G946          | Poverio                           | GO          | 1923                         | Cambia Provincia a              |                          | TS                                                                         |
| G946          | Poverio                           | TS          | 1928                         | Aggregato al Com. di            | Sesana                   | TS                                                                         |
| G946          | Poverio                           | TS          | 1947                         | Trasferito Post Mortem a        |                          | Litorale-Carso (Jugoslavia, dal 1991 Slovenia)                             |
| G949          | Povoletto                         | UD (Veneto) | 1947                         | Cambia Regione                  |                          | UD                                                                         |
| G966          | Pozzuolo del Friuli               | UD (Veneto) | 1947                         | Cambia Regione                  |                          | UD                                                                         |
| G969          | Pradamano                         | UD (Veneto) | 1947                         | Cambia Regione                  |                          | UD                                                                         |
| G994          | Prata di Pordenone                | UD          | 1968                         | Cambia Provincia a              |                          | PN                                                                         |
| G994          | Prata di Pordenone                | UD (Veneto) | 1947                         | Cambia Regione                  |                          | UD                                                                         |
| H002          | Prato Carnico                     | UD (Veneto) | 1947                         | Cambia Regione                  |                          | UD                                                                         |
| H010          | Pravisdomini                      | UD          | 1968                         | Cambia Provincia a              |                          | PN                                                                         |
| H010          | Pravisdomini                      | UD (Veneto) | 1947                         | Cambia Regione                  |                          | UD                                                                         |
| H014          | Precenicco                        | UD (Veneto) | 1947                         | Cambia Regione                  |                          | UD                                                                         |
| H029          | Premariacco                       | UD (Veneto) | 1947                         | Cambia Regione                  |                          | UD                                                                         |
| H038          | Preone                            | UD (Veneto) | 1947                         | Cambia Regione                  |                          | UD                                                                         |
| H040          | Prepotto                          | UD (Veneto) | 1947                         | Cambia Regione                  |                          | UD                                                                         |
| H054          | Prevacina                         | GO          | 1923                         | Cambia Provincia e Regione a    |                          | UD (Veneto)                                                                |
| H054          | Prevacina                         | UD (Veneto) | 1927                         | Cambia Provincia e Regione a    |                          | GO                                                                         |
| H054          | Prevacina                         | GO          | 1928                         | Aggregato al Com. di            | Montespino               | GO                                                                         |
| H054          | Prevacina                         | GO          | 1947                         | Passa Post Mortem a             | Nova Gorica              | Slovenia                                                                   |
| H054          | Prevacina                         | GO          | 1947                         | Trasferito Post Mortem a        |                          | Goriziano (Jugoslavia, dal 1991 Slovenia)                                  |
| H064          | Primano                           | GO          | 1923                         | Cambia Provincia a              |                          | PL                                                                         |
| H064          | Primano                           | PL          | 1924                         | Cambia Provincia a              |                          | FM                                                                         |
| H064          | Primano                           | FM          | 1947                         | Trasferito a                    |                          | Goriziano (Jugoslavia, dal 1991 Slovenia)                                  |
| H064          | Primano                           | FM          | 1947                         | Aggregato al Com. di            | Villa del Nevoso         | FM                                                                         |
| H089          | Pulfero                           | UD (Veneto) | 1947                         | Cambia Regione                  |                          | UD                                                                         |
| H149          | Raccolana                         | UD (Veneto) | 1947                         | Cambia Regione Post Mortem      |                          | UD                                                                         |
| H161          | Ragogna                           | UD (Veneto) | 1947                         | Cambia Regione                  |                          | UD                                                                         |
| H178          | Ranziano                          | GO          | 1923                         | Cambia Provincia e Regione a    |                          | UD (Veneto)                                                                |
| H178          | Ranziano                          | UD (Veneto) | 1927                         | Cambia Provincia e Regione a    |                          | GO                                                                         |
| H178          | Ranziano                          | GO          | 1947                         | Aggregato al Com. di            | Nova Gorica              | GO                                                                         |
| H178          | Ranziano                          | GO          | 1947                         | Trasferito a                    |                          | Goriziano (Jugoslavia, dal 1991 Slovenia)                                  |
| H193          | Ratecevo in Monte                 | GO          | 1923                         | Cambia Provincia a              |                          | PL                                                                         |
| H193          | Ratecevo in Monte                 | PL          | 1924                         | Aggregato al Com. di            | Primano                  | PL                                                                         |
| H193          | Ratecevo in Monte                 | FM          | 1947                         | Trasferito Post Mortem a        |                          | Goriziano (Jugoslavia, dal 1991 Slovenia)                                  |
| H193          | Ratecevo in Monte                 | FM          | 1947                         | Passa Post Mortem a             | Villa del Nevoso         | Slovenia                                                                   |
| H196          | Ravascletto                       | UD (Veneto) | 1947                         | Cambia Regione                  |                          | UD                                                                         |
| H200          | Raveo                             | UD (Veneto) | 1947                         | Cambia Regione                  |                          | UD                                                                         |
| H206          | Reana del Rojale                  | UD (Veneto) | 1947                         | Cambia Regione                  |                          | UD                                                                         |
| H229          | Remanzacco                        | UD (Veneto) | 1947                         | Cambia Regione                  |                          | UD                                                                         |
| H237          | Repno                             | GO          | 1923                         | Cambia Provincia a              |                          | TS                                                                         |
| H237          | Repno                             | TS          | 1923                         | Cambia denominazione in         | Rupingrande              | TS                                                                         |
| H237          | Rupingrande                       | TS          | 1932                         | Cambia denominazione in         | Monrupino                | TS                                                                         |
| H242          | Resia                             | UD (Veneto) | 1947                         | Cambia Regione                  |                          | UD                                                                         |
| H244          | Resiutta                          | UD (Veneto) | 1947                         | Cambia Regione                  |                          | UD                                                                         |
| H283          | Rifembergo                        | GO          | 1923                         | Cambia Provincia e Regione a    |                          | UD (Veneto)                                                                |
| H283          | Rifembergo                        | UD (Veneto) | 1927                         | Cambia Provincia a              |                          | GO                                                                         |
| H283          | Rifembergo                        | GO          | 1947                         | Aggregato al Com. di            | Nova Gorica              | GO                                                                         |
| H283          | Rifembergo                        | GO          | 1947                         | Trasferito a                    |                          | Goriziano (Jugoslavia, dal 1991 Slovenia)                                  |
| H289          | Rigolato                          | UD (Veneto) | 1947                         | Cambia Regione                  |                          | UD                                                                         |
| H347          | Rive d'Arcano                     | UD (Veneto) | 1947                         | Cambia Regione                  |                          | UD                                                                         |
| H352          | Rivignano                         | UD (Veneto) | 1947                         | Cambia Regione                  |                          | UD                                                                         |
| H471          | Rodda                             | UD (Veneto) | 1947                         | Cambia Regione Post Mortem      |                          | UD                                                                         |
| H482          | Roditti                           | GO          | 1923                         | Cambia Provincia a              |                          | TS                                                                         |
| H482          | Roditti                           | TS          | 1926                         | Aggregato al Com. di            | Nacla San Maurizio       | TS                                                                         |
| H482          | Roditti                           | TS          | 1929                         | Passa Post Mortem a             | Divaccia San Canziano    | TS                                                                         |
| H482          | Roditti                           | TS          | 1947                         | Trasferito Post Mortem a        |                          | Carsico-Litoranea (Jugoslavia, dal 1991 Slovenia)                          |
| H513          | Romans                            | GO          | 1923                         | Cambia Provincia e Regione a    |                          | UD (Veneto)                                                                |
| H513          | Romans                            | UD (Veneto) | 1927                         | Cambia Provincia e Regione a    |                          | GO                                                                         |
| H513          | Romans                            | GO          | 1928                         | Aggregato al Nuovo Com. di      | Romans d'Isonzo          | GO                                                                         |
| H531          | Ronchi                            | GO          | 1923                         | Cambia Provincia a              |                          | TS                                                                         |
| H531          | Ronchi                            | TS          | 1923                         | Cambia denominazione in         | Ronchi di Monfalcone     | TS                                                                         |
| H531          | Ronchi di Monfalcone              | TS          | 1925                         | Cambia denominazione in         | Ronchi dei Legionari     | TS                                                                         |
| H531          | Ronchi dei Legionari              | TS          | 1947                         | Cambia Provincia a              |                          | GO                                                                         |
| H533          | Ronchis                           | UD (Veneto) | 1947                         | Cambia Regione                  |                          | UD                                                                         |
| H550          | Ronzina                           | GO          | 1923                         | Cambia Provincia Regione a      |                          | UD (Veneto)                                                                |
| H550          | Ronzina                           | UD (Veneto) | 1927                         | Cambia Provincia e Regione a    |                          | GO                                                                         |
| H550          | Ronzina                           | GO          | 1928                         | Aggregato al Com. di            | Canale d'Isonzo          | GO                                                                         |
| H550          | Ronzina                           | GO          | 1947                         | Passa Post Mortem a             | Nova Gorica              | Slovenia                                                                   |
| H550          | Ronzina                           | GO          | 1947                         | Trasferito Post Mortem a        |                          | Goriziano (Jugoslavia, dal 1991 Slovenia)                                  |
| H550          | Ronzina                           | GO          | 1995                         | Passa Post Mortem a             | Canale d'Isonzo          | Slovenia                                                                   |
| H609          | Roveredo in Piano                 | UD          | 1968                         | Cambia Provincia a              |                          | PN                                                                         |
| H609          | Roveredo in Piano                 | UD (Veneto) | 1947                         | Cambia Regione                  |                          | UD                                                                         |
| H619          | Rovigno                           | PL          | 1924                         | Cambia denominazione in         | Rovigno d'Istria         | PL                                                                         |
| H619          | Rovigno d'Istria                  | PL          | 1947                         |                                 |                          | Istriana (Jugoslavia, dal 1991 Croazia)                                    |
| H619          | Rovigno d'Istria                  | PL          | 1947                         | Cambia denominazione in         | Rovigno                  | PL                                                                         |
| H624          | Rozzo                             | PL          | 1947                         | Trasferito a                    |                          | Istriana (Jugoslavia, dal 1991 Croazia)                                    |
| H629          | Ruda                              | GO          | 1923                         | Cambia Provincia e Regione a    |                          | UD (Veneto)                                                                |
| H629          | Ruda                              | UD (Veneto) | 1947                         | Cambia Regione                  |                          | UD                                                                         |
| H653          | Sable Grande                      | GO          | 1923                         | Cambia Provincia e Regione a    |                          | UD (Veneto)                                                                |
| H653          | Sable Grande                      | UD (Veneto) | 1927                         | Cambia Provincia e Regione a    |                          | GO                                                                         |
| H653          | Sable Grande                      | GO          | 1928                         | Aggregato al Com. di            | Santa Croce di Aidussina | GO                                                                         |
| H653          | Sable Grande                      | GO          | 1947                         | Passa Post Mortem a             | Aidussina                | Slovenia                                                                   |
| H653          | Sable Grande                      | GO          | 1947                         | Trasferito Post Mortem a        |                          | Goriziano (Jugoslavia, dal 1991 Slovenia)                                  |
| H657          | Sacile                            | UD          | 1968                         | Cambia Provincia a              |                          | PN                                                                         |
| H657          | Sacile                            | UD (Veneto) | 1947                         | Cambia Regione                  |                          | UD                                                                         |
| H660          | Saga                              | GO          | 1923                         | Cambia Provincia e Regione a    |                          | UD (Veneto)                                                                |
| H660          | Saga                              | UD (Veneto) | 1927                         | Cambia Provincia e Regione a    |                          | GO                                                                         |
| H660          | Saga                              | GO          | 1928                         | Aggregato al Com. di            | Plezzo                   | GO                                                                         |
| H660          | Saga                              | GO          | 1947                         | Trasferito Post Mortem a        |                          | Goriziano (Jugoslavia, dal 1991 Slovenia)                                  |
| H664          | Sagoria San Martino               | GO          | 1923                         | Cambia Provincia a              |                          | PL                                                                         |
| H664          | Sagoria San Martino               | PL          | 1924                         | Cambia Provincia a              |                          | FM                                                                         |
| H664          | Sagoria San Martino               | FM          | 1928                         | Aggregato al Com. di            | Fontana del Conte        | FM                                                                         |
| H664          | Sagoria San Martino               | FM          | 1947                         | Trasferito Post Mortem a        |                          | Goriziano (Jugoslavia, dal 1991 Slovenia)                                  |
| H664          | Sagoria San Martino               | FM          | 1947                         | Passa Post Mortem a             | Villa del Nevoso         | Slovenia                                                                   |
| H665          | Sagrado                           | GO          | 1923                         | Cambia Provincia e Regione a    |                          | UD (Veneto)                                                                |
| H665          | Sagrado                           | UD (Veneto) | 1927                         | Cambia Provincia e Regione a    |                          | GO                                                                         |
| H692          | Salcano                           | GO          | 1923                         | Cambia Provincia e Regione a    |                          | UD (Veneto)                                                                |
| H692          | Salcano                           | GO          | 1927                         | Aggregato al Com. di            | Gorizia                  | GO                                                                         |
| H692          | Salcano                           | UD (Veneto) | 1927                         | Cambia Provincia e Regione a    |                          | GO                                                                         |
| H692          | Salcano                           | GO          | 1947                         | Passa Post Mortem (in parte) a  | Nova Gorica              | Slovenia                                                                   |
| H718          | Salona d'Isonzo                   | GO          | 1923                         | Cambia Provincia e Regione a    |                          | UD (Veneto)                                                                |
| H718          | Salona d'Isonzo                   | UD (Veneto) | 1927                         | Cambia Provincia e Regione a    |                          | GO                                                                         |
| H718          | Salona d'Isonzo                   | GO          | 1947                         | Aggregato al Com. di            | Nova Gorica              | GO                                                                         |
| H718          | Salona d'Isonzo                   | GO          | 1947                         | Trasferito a                    |                          | Goriziano (Jugoslavia, dal 1991 Slovenia)                                  |
| H718          | Salona d'Isonzo                   | GO          | 1995                         | Passa Post Mortem a             | Canale d'Isonzo          | Slovenia                                                                   |
| H737          | Samaria                           | GO          | 1923                         | Cambia Provincia e Regione a    |                          | UD (Veneto)                                                                |
| H737          | Samaria                           | UD (Veneto) | 1927                         | Cambia Provincia e Regione a    |                          | GO                                                                         |
| H737          | Samaria                           | GO          | 1928                         | Aggregato al Com. di            | Rifembergo               | GO                                                                         |
| H737          | Samaria                           | GO          | 1947                         | Passa Post Mortem a             | Nova Gorica              | Slovenia                                                                   |
| H737          | Samaria                           | GO          | 1947                         | Trasferito Post Mortem a        |                          | Goriziano (Jugoslavia, dal 1991 Slovenia)                                  |
| H740          | Sambasso                          | GO          | 1923                         | Cambia Provincia e Regione a    |                          | UD (Veneto)                                                                |
| H740          | Sambasso                          | UD (Veneto) | 1927                         | Cambia Provincia e Regione a    |                          | GO                                                                         |
| H740          | Sambasso                          | GO          | 1947                         | Aggregato al Com. di            | Nova Gorica              | GO                                                                         |
| H740          | Sambasso                          | GO          | 1947                         | Trasferito a                    |                          | Goriziano (Jugoslavia, dal 1991 Slovenia)                                  |
| H787          | San Canziano                      | GO          | 1923                         | Cambia Provincia a              |                          | TS                                                                         |
| H787          | San Canziano                      | TS          | 1923                         | Cambia denominazione in         | San Canzian d'Isonzo     | TS                                                                         |
| H787          | San Canzian d'Isonzo              | TS          | 1947                         | Cambia Provincia a              |                          | GO                                                                         |
| H816          | San Daniele del Friuli            | UD (Veneto) | 1947                         | Cambia Regione                  |                          | UD                                                                         |
| H817          | San Daniele del Carso             | GO          | 1923                         | Cambia Provincia e Regione a    |                          | UD (Veneto)                                                                |
| H817          | San Daniele del Carso             | UD (Veneto) | 1927                         | Cambia Provincia e Regione a    |                          | GO                                                                         |
| H817          | San Daniele del Carso             | GO          | 1947                         | Aggregato al Com. di            | Comeno                   | GO                                                                         |
| H817          | San Daniele del Carso             | GO          | 1947                         | Trasferito a                    |                          | Litorale-Carso (Jugoslavia, dal 1991 Slovenia)                             |
| H845          | San Floriano                      | GO          | 1923                         | Cambia Provincia e Regione a    |                          | UD (Veneto)                                                                |
| H845          | San Floriano del Collio           | GO          | 1927                         | Aggregato al Com. di            | San Martino Quisca       | GO                                                                         |
| H845          | San Floriano del Collio           | UD (Veneto) | 1927                         | Cambia Provincia e Regione a    |                          | GO                                                                         |
| H845          | San Floriano del Collio           | GO          | 1947                         | Passa Post Mortem a             | Capriva del Friuli       | GO                                                                         |
| H845          | San Floriano del Collio           | GO          | 1951                         | Ristaccato dal Com. di          | Capriva del Friuli       | GO                                                                         |
| H871          | San Giacomo in Colle              | GO          | 1923                         | Cambia Provincia a              |                          | TS                                                                         |
| H871          | San Giacomo in Colle              | TS          | 1947                         | Trasferito a                    |                          | Goriziano (Jugoslavia, dal 1991 Slovenia)                                  |
| H871          | San Giacomo in Colle              | TS          | 1947                         | Aggregato al Com. di            | Sesana                   | TS                                                                         |
| H891          | San Giorgio della Richinvelda     | UD          | 1968                         | Cambia Provincia a              |                          | PN                                                                         |
| H891          | San Giorgio della Richinvelda     | UD (Veneto) | 1947                         | Cambia Regione                  |                          | UD                                                                         |
| H895          | San Giorgio di Nogaro             | UD (Veneto) | 1947                         | Cambia Regione                  |                          | UD                                                                         |
| H906          | San Giovanni al Natisone          | UD (Veneto) | 1947                         | Cambia Regione                  |                          | UD                                                                         |
| H951          | San Leonardo                      | UD (Veneto) | 1947                         | Cambia Regione                  |                          | UD                                                                         |
| H964          | San Lorenzo di Mossa              | GO          | 1923                         | Cambia Provincia e Regione a    |                          | UD (Veneto)                                                                |
| H964          | San Lorenzo di Mossa              | GO          | 1927                         | Aggregato al Com. di            | Capriva del Friuli       | GO                                                                         |
| H964          | San Lorenzo di Mossa              | UD (Veneto) | 1927                         | Cambia Provincia e Regione a    |                          | GO                                                                         |
| H964          | San Lorenzo di Mossa              | GO          | 1955                         | Ristaccato dal Com. di          | Capriva del Friuli       | GO                                                                         |
| H964          | San Lorenzo di Mossa              | GO          | 1968                         | Cambia denominazione in         | San Lorenzo Isontino     | GO                                                                         |
| H993          | San Martino                       | PL          | 1923                         | Cambia denominazione in         | San Martino in Valle     | PL                                                                         |
| H993          | San Martino in Valle              | PL          | 1928                         | Aggregato al Com. di            | Cherso                   | PL                                                                         |
| H993          | San Martino in Valle              | PL          | 1947                         | Trasferito Post Mortem a        |                          | Litoranea (Jugoslavia, dal 1991 Croazia)                                   |
| H999          | San Martino al Tagliamento        | UD          | 1968                         | Cambia Provincia a              |                          | PN                                                                         |
| H999          | San Martino al Tagliamento        | UD (Veneto) | 1947                         | Cambia Regione                  |                          | UD                                                                         |
| I013          | San Martino Quisca                | GO          | 1923                         | Cambia Provincia e Regione a    |                          | UD (Veneto)                                                                |
| I013          | San Martino Quisca                | UD (Veneto) | 1927                         | Cambia Provincia e Regione a    |                          | GO                                                                         |
| I013          | San Martino Quisca                | GO          | 1947                         | Aggregato (in parte) al Com. di | Capriva del Friuli       | GO                                                                         |
| I013          | San Martino Quisca                | GO          | 1947                         | Trasferito (in parte) a         |                          | Goriziano (Jugoslavia, dal 1991 Slovenia)                                  |
| I044          | San Michele di Postumia           | GO          | 1923                         | Cambia Provincia a              |                          | TS                                                                         |
| I044          | San Michele di Postumia           | TS          | 1947                         | Trasferito a                    |                          | Carso interno (Jugoslavia, dal 1991 Slovenia)                              |
| I044          | San Michele di Postumia           | TS          | 1947                         | Aggregato al Com. di            | Postumia Grotte          | TS                                                                         |
| I078          | San Pelagio                       | GO          | 1923                         | Cambia Provincia a              |                          | TS                                                                         |
| I078          | San Pelagio                       | TS          | 1928                         | Aggregato al Nuovo Com. di      | Duino Aurisina           | TS                                                                         |
| I082          | San Pietro dell'Isonzo            | GO          | 1923                         | Cambia Provincia a              |                          | TS                                                                         |
| I082          | San Pietro dell'Isonzo            | TS          | 1923                         | Cambia denominazione in         | San Pier d'Isonzo        | TS                                                                         |
| I082          | San Pier d'Isonzo                 | TS          | 1947                         | Cambia Provincia a              |                          | GO                                                                         |
| I091          | San Pietro                        | GO          | 1923                         | Cambia Provincia e Regione a    |                          | UD (Veneto)                                                                |
| I091          | San Pietro di Gorizia             | GO          | 1927                         | Aggregato al Com. di            | Gorizia                  | GO                                                                         |
| I091          | San Pietro di Gorizia             | UD (Veneto) | 1927                         | Cambia Provincia e Regione a    |                          | GO                                                                         |
| I091          | San Pietro di Gorizia             | GO          | 1947                         | Passa Post Mortem (in parte) a  | San Pietro Vertoiba      | Slovenia                                                                   |
| I092          | San Pietro al Natisone            | UD (Veneto) | 1947                         | Cambia Regione                  |                          | UD                                                                         |
| I100          | San Pietro del Carso              | GO          | 1923                         | Cambia Provincia a              |                          | TS                                                                         |
| I100          | San Pietro del Carso              | TS          | 1947                         | Trasferito a                    |                          | Carso interno (Jugoslavia, dal 1991 Slovenia)                              |
| I136          | San Quirino                       | UD          | 1968                         | Cambia Provincia a              |                          | PN                                                                         |
| I136          | San Quirino                       | UD (Veneto) | 1947                         | Cambia Regione                  |                          | UD                                                                         |
| I180          | Santa Croce di Aidussina          | GO          | 1923                         | Cambia Provincia e Regione a    |                          | UD (Veneto)                                                                |
| I180          | Santa Croce di Aidussina          | UD (Veneto) | 1927                         | Cambia Provincia e Regione a    |                          | GO                                                                         |
| I180          | Santa Croce di Aidussina          | GO          | 1947                         | Aggregato al Com. di            | Aidussina                | GO                                                                         |
| I180          | Santa Croce di Aidussina          | GO          | 1947                         | Trasferito a                    |                          | Goriziano (Jugoslavia, dal 1991 Slovenia)                                  |
| I222          | Santa Lucia d'Isonzo              | GO          | 1923                         | Cambia Provincia e Regione a    |                          | UD (Veneto)                                                                |
| I222          | Santa Lucia d'Isonzo              | UD (Veneto) | 1927                         | Cambia Provincia e Regione a    |                          | GO                                                                         |
| I222          | Santa Lucia d'Isonzo              | GO          | 1947                         | Aggregato al Com. di            | Tolmino                  | GO                                                                         |
| I222          | Santa Lucia d'Isonzo              | GO          | 1947                         | Trasferito a                    |                          | Goriziano (Jugoslavia, dal 1991 Slovenia)                                  |
| I222          | Santa Lucia d'Isonzo              | GO          | 1947                         | Aggregato al Com. di            | Tolmino                  | GO                                                                         |
| I222          | Santa Lucia d'Isonzo              | GO          | 1947                         | Trasferito a                    |                          | Goriziano (Jugoslavia, dal 1991 Slovenia)                                  |
| I248          | Santa Maria La Longa              | UD (Veneto) | 1947                         | Cambia Regione                  |                          | UD                                                                         |
| I269          | Sant'Andrea                       | GO          | 1923                         | Cambia Provincia e Regione a    |                          | UD (Veneto)                                                                |
| I269          | Sant'Andrea di Gorizia            | GO          | 1927                         | Aggregato al Com. di            | Gorizia                  | GO                                                                         |
| I269          | Sant'Andrea di Gorizia            | UD (Veneto) | 1927                         | Cambia Provincia e Regione a    |                          | GO                                                                         |
| I355          | Santo Spirito della Bainsizza     | GO          | 1923                         | Cambia Provincia e Regione a    |                          | UD (Veneto)                                                                |
| I355          | Santo Spirito della Bainsizza     | UD (Veneto) | 1927                         | Cambia Provincia e Regione a    |                          | GO                                                                         |
| I355          | Santo Spirito della Bainsizza     | GO          | 1928                         | Aggregato al Com. di            | Gargaro                  | GO                                                                         |
| I355          | Santo Spirito della Bainsizza     | GO          | 1947                         | Passa Post Mortem a             | Nova Gorica              | Slovenia                                                                   |
| I355          | Santo Spirito della Bainsizza     | GO          | 1947                         | Trasferito Post Mortem a        |                          | Goriziano (Jugoslavia, dal 1991 Slovenia)                                  |
| I386          | Sanvincenti                       | PL          | 1947                         | Trasferito a                    |                          | Istriana (Jugoslavia, dal 1991 Croazia)                                    |
| I403          | San Vito al Tagliamento           | UD          | 1968                         | Cambia Provincia a              |                          | PN                                                                         |
| I403          | San Vito al Tagliamento           | UD (Veneto) | 1947                         | Cambia Regione                  |                          | UD                                                                         |
| I404          | San Vito al Torre                 | GO          | 1923                         | Cambia Provincia e Regione a    |                          | UD (Veneto)                                                                |
| I404          | San Vito al Torre                 | UD (Veneto) | 1947                         | Cambia Regione                  |                          | UD                                                                         |
| I405          | San Vito di Fagagna               | UD (Veneto) | 1947                         | Cambia Regione                  |                          | UD                                                                         |
| I406          | San Vito di Vipacco               | GO          | 1923                         | Cambia Provincia e Regione a    |                          | UD (Veneto)                                                                |
| I406          | San Vito di Vipacco               | UD (Veneto) | 1927                         | Cambia Provincia e Regione a    |                          | GO                                                                         |
| I406          | San Vito di Vipacco               | GO          | 1947                         | Aggregato al Com. di            | Vipacco                  | GO                                                                         |
| I406          | San Vito di Vipacco               | GO          | 1947                         | Trasferito a                    |                          | Goriziano (Jugoslavia, dal 1991 Slovenia)                                  |
| I421          | Sappada                           | BL          | 2017                         | Cambia Provincia e Regione a    |                          | UD                                                                         |
| I464          | Sauris                            | UD (Veneto) | 1947                         | Cambia Regione                  |                          | UD                                                                         |
| I478          | Savogna                           | UD (Veneto) | 1947                         | Cambia Regione                  |                          | UD                                                                         |
| I479          | Savogna                           | GO          | 1923                         | Cambia Provincia e Regione a    |                          | UD (Veneto)                                                                |
| I479          | Savogna d'Isonzo                  | GO          | 1927                         | Aggregato al Com. di            | Merna                    | GO                                                                         |
| I479          | Savogna d'Isonzo                  | UD (Veneto) | 1927                         | Cambia Provincia e Regione a    |                          | GO                                                                         |
| I479          | Savogna d'Isonzo                  | GO          | 1947                         | Passa Post Mortem a             | Sagrado                  | GO                                                                         |
| I479          | Savogna d'Isonzo                  | GO          | 1951                         | Ristaccato dal Com. di          | Sagrado                  | GO                                                                         |
| I524          | Scherbina                         | GO          | 1923                         | Cambia Provincia e Regione a    |                          | UD (Veneto)                                                                |
| I524          | Scherbina                         | UD (Veneto) | 1927                         | Cambia Provincia e Regione a    |                          | GO                                                                         |
| I524          | Scherbina                         | GO          | 1928                         | Aggregato al Com. di            | Comeno                   | GO                                                                         |
| I524          | Scherbina                         | GO          | 1947                         | Trasferito Post Mortem a        |                          | Goriziano (Jugoslavia, dal 1991 Slovenia)                                  |
| I542          | Scodovacca                        | GO          | 1923                         | Cambia Provincia e Regione a    |                          | UD (Veneto)                                                                |
| I542          | Scodovacca                        | UD (Veneto) | 1928                         | Aggregato al Com. di            | Cervignano del Friuli    | UD (Veneto)                                                                |
| I542          | Scodovacca                        | UD (Veneto) | 1947                         | Cambia Regione Post Mortem      |                          | UD                                                                         |
| I547          | Scoppo                            | GO          | 1923                         | Cambia Provincia a              |                          | TS                                                                         |
| I547          | Scoppo                            | TS          | 1928                         | Aggregato al Com. di            | Duttogliano              | TS                                                                         |
| I547          | Scoppo                            | TS          | 1947                         | Trasferito Post Mortem a        |                          | Goriziano (Jugoslavia, dal 1991 Slovenia)                                  |
| I547          | Scoppo                            | TS          | 1947                         | Passa Post Mortem a             | Sesana                   | Slovenia                                                                   |
| I552          | Scrilla                           | GO          | 1923                         | Cambia Provincia e Regione a    |                          | UD (Veneto)                                                                |
| I552          | Scrilla                           | UD (Veneto) | 1927                         | Cambia Provincia e Regione a    |                          | GO                                                                         |
| I552          | Scrilla                           | GO          | 1928                         | Aggregato al Com. di            | Santa Croce di Aidussina | GO                                                                         |
| I552          | Scrilla                           | GO          | 1947                         | Passa Post Mortem a             | Aidussina                | Slovenia                                                                   |
| I552          | Scrilla                           | GO          | 1947                         | Trasferito Post Mortem a        |                          | Goriziano (Jugoslavia, dal 1991 Slovenia)                                  |
| I557          | Sebreglie                         | GO          | 1923                         | Cambia Provincia e Regione a    |                          | UD (Veneto)                                                                |
| I557          | Sebreglie                         | UD (Veneto) | 1927                         | Cambia Provincia e Regione a    |                          | GO                                                                         |
| I557          | Sebreglie                         | GO          | 1928                         | Aggregato al Com. di            | Circhina                 | GO                                                                         |
| I557          | Sebreglie                         | GO          | 1947                         | Trasferito Post Mortem a        |                          | Goriziano (Jugoslavia, dal 1991 Slovenia)                                  |
| I562          | Sedegliano                        | UD (Veneto) | 1947                         | Cambia Regione                  |                          | UD                                                                         |
| I568          | Sedula                            | GO          | 1923                         | Cambia Provincia e Regione a    |                          | UD (Veneto)                                                                |
| I568          | Sedula                            | UD (Veneto) | 1927                         | Cambia Provincia e Regione a    |                          | GO                                                                         |
| I568          | Sedula                            | GO          | 1928                         | Aggregato al Com. di            | Bergogna                 | GO                                                                         |
| I568          | Sedula                            | GO          | 1947                         | Passa Post Mortem a             | Caporetto                | Slovenia                                                                   |
| I568          | Sedula                            | GO          | 1947                         | Trasferito Post Mortem a        |                          | Goriziano (Jugoslavia, dal 1991 Slovenia)                                  |
| I584          | Sella delle Trincee               | GO          | 1923                         | Cambia Provincia e Regione a    |                          | UD (Veneto)                                                                |
| I584          | Sella delle Trincee               | UD (Veneto) | 1927                         | Cambia Provincia e Regione a    |                          | GO                                                                         |
| I584          | Sella delle Trincee               | GO          | 1928                         | Aggregato al Com. di            | Opacchiasella            | Slovenia                                                                   |
| I584          | Sella delle Trincee               | GO          | 1947                         | Passa Post Mortem a             | Merna                    | Slovenia                                                                   |
| I584          | Sella delle Trincee               | GO          | 1947                         | Trasferito Post Mortem a        |                          | Goriziano (Jugoslavia, dal 1991 Slovenia)                                  |
| I616          | Senosecchia                       | GO          | 1923                         | Cambia Provincia a              |                          | TS                                                                         |
| I616          | Senosecchia                       | TS          | 1947                         | Trasferito a                    |                          | Goriziano (Jugoslavia, dal 1991 Slovenia)                                  |
| I616          | Senosecchia                       | TS          | 1947                         | Aggregato al Com. di            | Divaccia San Canziano    | TS                                                                         |
| I621          | Sequals                           | UD          | 1968                         | Cambia Provincia a              |                          | PN                                                                         |
| I621          | Sequals                           | UD (Veneto) | 1947                         | Cambia Regione                  |                          | UD                                                                         |
| I638          | Serpenizza                        | GO          | 1923                         | Cambia Provincia e Regione a    |                          | UD (Veneto)                                                                |
| I638          | Serpenizza                        | UD (Veneto) | 1927                         | Cambia Provincia e Regione a    |                          | GO                                                                         |
| I638          | Serpenizza                        | GO          | 1928                         | Aggregato al Com. di            | Plezzo                   | GO                                                                         |
| I638          | Serpenizza                        | V           | 1947                         | Trasferito Post Mortem a        |                          | Goriziano (Jugoslavia, dal 1991 Slovenia)                                  |
| I674          | Sesana                            | GO          | 1923                         | Cambia Provincia a              |                          | TS                                                                         |
| I674          | Sesana                            | TS          | 1947                         | Trasferito a                    |                          | Goriziano (Jugoslavia, dal 1991 Slovenia)                                  |
| I686          | Sesto al Reghena                  | UD          | 1968                         | Cambia Provincia a              |                          | PN                                                                         |
| I686          | Sesto al Reghena                  | UD (Veneto) | 1947                         | Cambia Regione                  |                          | UD                                                                         |
| I715          | Sgonico                           | GO          | 1923                         | Cambia Provincia a              |                          | TS                                                                         |
| I733          | Slum                              | PL          | 1923                         | Cambia denominazione in         | Silun Mont'Aquila        | PL                                                                         |
| I733          | Silun Mont'Aquila                 | PL          | 1929                         | Aggregato al Com. di            | Lanischie                | PL                                                                         |
| I733          | Silun Mont'Aquila                 | PL          | 1947                         | Trasferito Post Mortem a        |                          | Istriana (Jugoslavia, dal 1991 Croazia)                                    |
| I746          | Sinadole                          | GO          | 1923                         | Cambia Provincia a              |                          | TS                                                                         |
| I746          | Sinadole                          | TS          | 1928                         | Aggregato al Com. di            | Senosecchia              | TS                                                                         |
| I746          | Sinadole                          | TS          | 1947                         | Trasferito Post Mortem a        |                          | Carsico-litoranea (Jugoslavia, dal 1991 Slovenia)                          |
| I746          | Sinadole                          | TS          | 1947                         | Passa Post Mortem a             | Divaccia San Canziano    | Slovenia                                                                   |
| I768          | Slappe Zorzi                      | GO          | 1923                         | Cambia Provincia e Regione a    |                          | UD (Veneto)                                                                |
| I768          | Slappe Zorzi                      | UD (Veneto) | 1927                         | Cambia Provincia e Regione a    |                          | GO                                                                         |
| I768          | Slappe Zorzi                      | GO          | 1928                         | Aggregato al Com. di            | Vipacco                  | GO                                                                         |
| I768          | Slappe Zorzi                      | GO          | 1947                         | Trasferito Post Mortem a        |                          | Goriziano (Jugoslavia, dal 1991 Slovenia)                                  |
| I770          | Slivno                            | GO          | 1923                         | Cambia Provincia a              |                          | TS                                                                         |
| I770          | Slivno                            | TS          | 1923                         | Cambia denominazione in         | Slivia                   | TS                                                                         |
| I770          | Slivia                            | TS          | 1928                         | Aggregato al Nuovo Com. di      | Duino Aurisina           | TS                                                                         |
| I773          | Smeria                            | GO          | 1923                         | Cambia Provincia a              |                          | PL                                                                         |
| I773          | Smeria                            | PL          | 1924                         | Aggregato al Com. di            | Primano                  | PL                                                                         |
| I773          | Smeria                            | FM          | 1947                         | Trasferito Post Mortem a        |                          | Goriziano (Jugoslavia, dal 1991 Slovenia)                                  |
| I773          | Smeria                            | FM          | 1947                         | Passa Post Mortem a             | Villa del Nevoso         | Slovenia                                                                   |
| I777          | Socchieve                         | UD (Veneto) | 1947                         | Cambia Regione                  |                          | UD                                                                         |
| I833          | Sonzia                            | GO          | 1923                         | Cambia Provincia e Regione a    |                          | UD (Veneto)                                                                |
| I833          | Sonzia                            | UD (Veneto) | 1927                         | Cambia Provincia e Regione a    |                          | GO                                                                         |
| I833          | Sonzia                            | GO          | 1947                         | Aggregato al Com. di            | Plezzo                   | GO                                                                         |
| I833          | Sonzia                            | GO          | 1947                         | Trasferito a                    |                          | Goriziano (Jugoslavia, dal 1991 Slovenia)                                  |
| I904          | Spilimbergo                       | UD          | 1968                         | Cambia Provincia a              |                          | PN                                                                         |
| I904          | Spilimbergo                       | UD (Veneto) | 1947                         | Cambia Regione                  |                          | UD                                                                         |
| I939          | Staranzano                        | GO          | 1923                         | Cambia Provincia a              |                          | TS                                                                         |
| I939          | Staranzano                        | TS          | 1947                         | Cambia Provincia a              |                          | GO                                                                         |
| I961          | Storie                            | GO          | 1923                         | Cambia Provincia a              |                          | TS                                                                         |
| I961          | Storie                            | TS          | 1928                         | Aggregato al Com. di            | Sesana                   | TS                                                                         |
| I961          | Storie                            | TS          | 1947                         | Trasferito Post Mortem a        |                          | Litorale-Carso (Jugoslavia, dal 1991 Slovenia)                             |
| I974          | Stregna                           | UD (Veneto) | 1947                         | Cambia Regione                  |                          | UD                                                                         |
| I989          | Sturia delle Fusine               | GO          | 1923                         | Cambia Provincia e Regione a    |                          | UD (Veneto)                                                                |
| I989          | Sturia delle Fusine               | UD (Veneto) | 1927                         | Cambia Provincia e Regione a    |                          | GO                                                                         |
| I989          | Sturia delle Fusine               | GO          | 1928                         | Aggregato al Com. di            | Aidussina                | GO                                                                         |
| I989          | Sturia delle Fusine               | GO          | 1947                         | Trasferito Post Mortem a        |                          | Goriziano (Jugoslavia, dal 1991 Slovenia)                                  |
| L018          | Sutrio                            | UD (Veneto) | 1947                         | Cambia Regione                  |                          | UD                                                                         |
| L039          | Talmassons                        | UD (Veneto) | 1947                         | Cambia Regione                  |                          | UD                                                                         |
| L044          | Tapogliano                        | GO          | 1923                         | Cambia Provincia e Regione a    |                          | UD (Veneto)                                                                |
| L044          | Tapogliano                        | UD          | 2009                         | Aggregato al Nuovo Com. di      | Campolongo Tapogliano    | UD                                                                         |
| L044          | Tapogliano                        | UD (Veneto) | 1947                         | Cambia Regione                  |                          | UD                                                                         |
| L050          | Tarcento                          | UD (Veneto) | 1947                         | Cambia Regione                  |                          | UD                                                                         |
| L052          | Tarcetta                          | UD (Veneto) | 1947                         | Cambia Regione Post Mortem      |                          | UD                                                                         |
| L053          | Tarnova della Selva               | GO          | 1923                         | Cambia Provincia e Regione a    |                          | UD (Veneto)                                                                |
| L053          | Tarnova della Selva               | UD (Veneto) | 1927                         | Cambia Provincia e Regione a    |                          | GO                                                                         |
| L053          | Tarnova della Selva               | GO          | 1947                         | Aggregato al Com. di            | Nova Gorica              | GO                                                                         |
| L053          | Tarnova della Selva               | GO          | 1947                         | Trasferito a                    |                          | Goriziano (Jugoslavia, dal 1991 Slovenia)                                  |
| L057          | Tarvisio                          | GO          | 1923                         | Cambia Provincia a              |                          | UD (Veneto)                                                                |
| L057          | Tarvisio                          | GO          | 1923                         | Cambia Regione                  |                          | UD (Veneto)                                                                |
| L057          | Tarvisio                          | UD (Veneto) | 1947                         | Cambia Regione                  |                          | UD                                                                         |
| L065          | Tavagnacco                        | UD (Veneto) | 1947                         | Cambia Regione                  |                          | UD                                                                         |
| L092          | Temenizza                         | GO          | 1923                         | Cambia Provincia e Regione a    |                          | UD (Veneto)                                                                |
| L092          | Temenizza                         | UD (Veneto) | 1927                         | Cambia Provincia e Regione a    |                          | GO                                                                         |
| L092          | Temenizza                         | GO          | 1947                         | Aggregato al Com. di            | Merna                    | GO                                                                         |
| L092          | Temenizza                         | GO          | 1947                         | Trasferito a                    |                          | Goriziano (Jugoslavia, dal 1991 Slovenia)                                  |
| L101          | Teor                              | UD (Veneto) | 1947                         | Cambia Regione                  |                          | UD                                                                         |
| L119          | Ternova d'Isonzo                  | GO          | 1923                         | Cambia Provincia e Regione a    |                          | UD (Veneto)                                                                |
| L119          | Ternova d'Isonzo                  | UD (Veneto) | 1927                         | Cambia Provincia e Regione a    |                          | GO                                                                         |
| L119          | Ternova d'Isonzo                  | GO          | 1928                         | Aggregato al Com. di            | Caporetto                | Slovenia                                                                   |
| L119          | Ternova d'Isonzo                  | GO          | 1947                         | Trasferito Post Mortem a        |                          | Goriziano (Jugoslavia, dal 1991 Slovenia)                                  |
| L128          | Ternovo                           | GO          | 1923                         | Cambia Provincia a              |                          | PL                                                                         |
| L128          | Ternovo                           | PL          | 1923                         | Cambia denominazione in         | Torrenova di Bisterza    | PL                                                                         |
| L128          | Torrenova di Bisterza             | PL          | 1924                         | Cambia Provincia a              |                          | FM                                                                         |
| L128          | Torrenova di Bisterza             | FM          | 1927                         | Aggregato al Com. di            | Villa del Nevoso         | FM                                                                         |
| L128          | Torrenova di Bisterza             | FM          | 1947                         | Trasferito Post Mortem a        |                          | Goriziano (Jugoslavia, dal 1991 Slovenia)                                  |
| L144          | Terzo di Aquileia                 | GO          | 1923                         | Cambia Provincia e Regione a    |                          | UD (Veneto)                                                                |
| L144          | Terzo di Aquileia                 | UD          | 1947                         | Ristaccato dal Com. di          | Aquileia                 | UD                                                                         |
| L144          | Terzo di Aquileia                 | UD (Veneto) | 1947                         | Cambia Regione                  |                          | UD                                                                         |
| L195          | Tolmezzo                          | UD (Veneto) | 1947                         | Cambia Regione                  |                          | UD                                                                         |
| L196          | Tolmino                           | GO          | 1923                         | Cambia Provincia e Regione a    |                          | UD (Veneto)                                                                |
| L196          | Tolmino                           | UD (Veneto) | 1927                         | Cambia Provincia e Regione a    |                          | GO                                                                         |
| L196          | Tolmino                           | GO          | 1947                         | Trasferito a                    |                          | Goriziano (Jugoslavia, dal 1991 Slovenia)                                  |
| L198          | Tomadio                           | GO          | 1923                         | Cambia Provincia a              |                          | TS                                                                         |
| L198          | Tomadio                           | TS          | 1947                         | Trasferito a                    |                          | Goriziano (Jugoslavia, dal 1991 Slovenia)                                  |
| L198          | Tomadio                           | TS          | 1947                         | Aggregato al Com. di            | Sesana                   | TS                                                                         |
| L246          | Torreano                          | UD (Veneto) | 1947                         | Cambia Regione                  |                          | UD                                                                         |
| L309          | Torviscosa                        | UD (Veneto) | 1947                         | Cambia Regione                  |                          | UD                                                                         |
| L324          | Tramonti di Sopra                 | UD          | 1968                         | Cambia Provincia a              |                          | PN                                                                         |
| L324          | Tramonti di Sopra                 | UD (Veneto) | 1947                         | Cambia Regione                  |                          | UD                                                                         |
| L325          | Tramonti di Sotto                 | UD          | 1968                         | Cambia Provincia a              |                          | PN                                                                         |
| L325          | Tramonti di Sotto                 | UD (Veneto) | 1947                         | Cambia Regione                  |                          | UD                                                                         |
| L335          | Trasaghis                         | UD (Veneto) | 1947                         | Cambia Regione                  |                          | UD                                                                         |
| L347          | Travesio                          | UD          | 1968                         | Cambia Provincia a              |                          | PN                                                                         |
| L347          | Travesio                          | UD (Veneto) | 1947                         | Cambia Regione                  |                          | UD                                                                         |
| L376          | Trenta d'Isonzo                   | GO          | 1923                         | Cambia Provincia e Regione a    |                          | UD (Veneto)                                                                |
| L376          | Trenta d'Isonzo                   | UD (Veneto) | 1927                         | Cambia Provincia e Regione a    |                          | GO                                                                         |
| L376          | Trenta d'Isonzo                   | GO          | 1928                         | Aggregato al Com. di            | Sonzia                   | GO                                                                         |
| L376          | Trenta d'Isonzo                   | GO          | 1947                         | Passa Post Mortem a             | Plezzo                   | Slovenia                                                                   |
| L376          | Trenta d'Isonzo                   | GO          | 1947                         | Trasferito Post Mortem a        |                          | Goriziano (Jugoslavia, dal 1991 Slovenia)                                  |
| L381          | Treppo Carnico                    | UD (Veneto) | 1947                         | Cambia Regione                  |                          | UD                                                                         |
| L382          | Treppo Grande                     | UD (Veneto) | 1947                         | Cambia Regione                  |                          | UD                                                                         |
| L417          | Tribussa                          | GO          | 1923                         | Cambia Provincia e Regione a    |                          | UD (Veneto)                                                                |
| L417          | Tribussa                          | UD (Veneto) | 1927                         | Cambia Provincia e Regione a    |                          | GO                                                                         |
| L417          | Tribussa                          | GO          | 1928                         | Aggregato al Com. di            | Chiapovano               | GO                                                                         |
| L417          | Tribussa                          | GO          | 1947                         | Passa Post Mortem a             | Nova Gorica              | Slovenia                                                                   |
| L417          | Tribussa                          | GO          | 1947                         | Trasferito Post Mortem a        |                          | Goriziano (Jugoslavia, dal 1991 Slovenia)                                  |
| L421          | Tricesimo                         | UD (Veneto) | 1947                         | Cambia Regione                  |                          | UD                                                                         |
| L424          | Trieste                           | TS          | 1947                         | Trasferito (in parte) a         |                          | Goriziano (Jugoslavia, dal 1991 Slovenia)                                  |
| L438          | Trivignano Udinese                | UD (Veneto) | 1947                         | Cambia Regione                  |                          | UD                                                                         |
| L474          | Turriaco                          | GO          | 1923                         | Cambia Provincia a              |                          | TS                                                                         |
| L474          | Turriaco                          | TS          | 1947                         | Cambia Provincia a              |                          | GO                                                                         |
| L481          | Ucovizza                          | GO          | 1923                         | Cambia Provincia e Regione a    |                          | UD (Veneto)                                                                |
| L481          | Ugovizza Valbruna                 | UD (Veneto) | 1947                         | Cambia Regione Post Mortem      |                          | UD                                                                         |
| L483          | Udine                             | UD (Veneto) | 1947                         | Cambia Regione                  |                          | UD                                                                         |
| L491          | Umago                             | PL          | 1947                         | Trasferito a                    |                          | Istriana (Jugoslavia, dal 1991 Croazia)                                    |
| L520          | Ustie                             | GO          | 1923                         | Cambia Provincia e Regione a    |                          | UD (Veneto)                                                                |
| L520          | Ustie                             | UD (Veneto) | 1927                         | Cambia Provincia e Regione a    |                          | GO                                                                         |
| L520          | Ustie                             | GO          | 1928                         | Aggregato al Com. di            | Aidussina                | GO                                                                         |
| L520          | Ustie                             | GO          | 1947                         | Trasferito Post Mortem a        |                          | Goriziano (Jugoslavia, dal 1991 Slovenia)                                  |
| L553          | Susgnevizza                       | PL          | 1923                         | Cambia denominazione in         | Valdarsa                 | PL                                                                         |
| L553          | Valdarsa                          | PL          | 1947                         | Trasferito a                    |                          | Istriana (Jugoslavia, dal 1991 Croazia)                                    |
| L602          | Valle d'Istria                    | PL          | 1947                         | Trasferito a                    |                          | Istriana (Jugoslavia, dal 1991 Croazia)                                    |
| L610          | Vallenoncello                     | UD (Veneto) | 1947                         | Cambia Regione Post Mortem      |                          | UD                                                                         |
| L657          | Valvasone                         | UD          | 1968                         | Cambia Provincia a              |                          | PN                                                                         |
| L657          | Valvasone                         | UD (Veneto) | 1947                         | Cambia Regione                  |                          | UD                                                                         |
| L686          | Varmo                             | UD (Veneto) | 1947                         | Cambia Regione                  |                          | UD                                                                         |
| L743          | Venzone                           | UD (Veneto) | 1947                         | Cambia Regione                  |                          | UD                                                                         |
| L782          | Verpogliano                       | GO          | 1923                         | Cambia Provincia e Regione a    |                          | UD (Veneto)                                                                |
| L782          | Verpogliano                       | UD (Veneto) | 1927                         | Cambia Provincia e Regione a    |                          | GO                                                                         |
| L782          | Verpogliano                       | GO          | 1928                         | Aggregato al Com. di            | Vipacco                  | GO                                                                         |
| L782          | Verpogliano                       | GO          | 1947                         | Trasferito Post Mortem a        |                          | Goriziano (Jugoslavia, dal 1991 Slovenia)                                  |
| L789          | Versa                             | GO          | 1923                         | Cambia Provincia e Regione a    |                          | UD (Veneto)                                                                |
| L789          | Versa                             | UD (Veneto) | 1927                         | Cambia Provincia e Regione a    |                          | GO                                                                         |
| L789          | Versa                             | GO          | 1928                         | Aggregato al Nuovo Com. di      | Romans d'Isonzo          | GO                                                                         |
| L793          | Verteneglio                       | PL          | 1947                         | Trasferito a                    |                          | Istriana (Jugoslavia, dal 1991 Croazia)                                    |
| L794          | Vertoiba                          | GO          | 1923                         | Cambia Provincia e Regione a    |                          | UD (Veneto)                                                                |
| L794          | Vertòiba in Campi Santi           | UD (Veneto) | 1927                         | Cambia Provincia e Regione a    |                          | GO                                                                         |
| L794          | Vertòiba in Campi Santi           | GO          | 1928                         | Aggregato al Com. di            | Gorizia                  | GO                                                                         |
| L794          | Vertòiba in Campi Santi           | GO          | 1947                         | Passa Post Mortem (in parte) a  | San Pietro Vertoiba      | Slovenia                                                                   |
| L796          | Vertovino                         | GO          | 1923                         | Cambia Provincia e Regione a    |                          | UD (Veneto)                                                                |
| L796          | Vertovino                         | UD (Veneto) | 1927                         | Cambia Provincia e Regione a    |                          | GO                                                                         |
| L796          | Vertovino                         | GO          | 1928                         | Aggregato al Com. di            | Cernizza Goriziana       | GO                                                                         |
| L796          | Vertovino                         | GO          | 1947                         | Passa Post Mortem a             | Aidussina                | Slovenia                                                                   |
| L796          | Vertovino                         | GO          | 1947                         | Trasferito Post Mortem a        |                          | Goriziano (Jugoslavia, dal 1991 Slovenia)                                  |
| L801          | Verzegnis                         | UD (Veneto) | 1947                         | Cambia Regione                  |                          | UD                                                                         |
| L909          | Villa Santina                     | UD (Veneto) | 1947                         | Cambia Regione                  |                          | UD                                                                         |
| L915          | Villabassa                        | GO          | 1923                         | Cambia Provincia a              |                          | TS                                                                         |
| L915          | Villabassa                        | TS          | 1928                         | Aggregato al Com. di            | Senosecchia              | TS                                                                         |
| L915          | Villabassa                        | TS          | 1947                         | Trasferito Post Mortem a        |                          | Goriziano (Jugoslavia, dal 1991 Slovenia)                                  |
| L915          | Villabassa                        | TS          | 1947                         | Passa Post Mortem a             | Divaccia San Canziano    | Slovenia                                                                   |
| L932          | Decani                            | PL          | 1923                         | Cambia denominazione in         | Villa Decani             | PL                                                                         |
| L932          | Villa Decani                      | PL          | 1947                         | Trasferito a                    |                          | Goriziano (Jugoslavia, dal 1991 Slovenia)                                  |
| L932          | Villa Decani                      | PL          | 1947                         | Aggregato al Com. di            | Capodistria              | PL                                                                         |
| L935          | Villa del Nevoso                  | PL          | 1924                         | Cambia Provincia a              |                          | FM                                                                         |
| L935          | Villa del Nevoso                  | FM          | 1947                         | Trasferito a                    |                          | Goriziano (Jugoslavia, dal 1991 Slovenia)                                  |
| M024          | Slavina                           | GO          | 1923                         | Cambia Provincia a              |                          | TS                                                                         |
| M024          | Slavina                           | TS          | 1923                         | Cambia denominazione in         | Villa Slavina            | TS                                                                         |
| M024          | Villa Slavina                     | TS          | 1947                         | Trasferito a                    |                          | Goriziano (Jugoslavia, dal 1991 Slovenia)                                  |
| M024          | Villa Slavina                     | TS          | 1947                         | Aggregato al Com. di            | Postumia Grotte          | TS                                                                         |
| M034          | Villa Vicentina                   | GO          | 1923                         | Cambia Provincia a              |                          | UD (Veneto)                                                                |
| M034          | Villa Vicentina                   | UD          | 1948                         | Ristaccato dal Com. di          | Ruda                     | UD                                                                         |
| M034          | Villa Vicentina                   | GO          | 1923                         | Cambia Regione                  |                          | UD (Veneto)                                                                |
| M034          | Villa Vicentina                   | UD (Veneto) | 1947                         | Cambia Regione                  |                          | UD                                                                         |
| M038          | Ville Montevecchio                | GO          | 1923                         | Cambia Provincia e Regione a    |                          | UD (Veneto)                                                                |
| M038          | Ville Montevecchio                | UD (Veneto) | 1927                         | Cambia Provincia e Regione a    |                          | GO                                                                         |
| M038          | Ville Montevecchio                | GO          | 1928                         | Aggregato al Com. di            | Montespino               | GO                                                                         |
| M038          | Ville Montevecchio                | GO          | 1947                         | Passa Post Mortem a             | Nova Gorica              | Slovenia                                                                   |
| M038          | Ville Montevecchio                | GO          | 1947                         | Trasferito Post Mortem a        |                          | Goriziano (Jugoslavia, dal 1991 Slovenia)                                  |
| M043          | Villesse                          | GO          | 1923                         | Cambia Provincia e Regione a    |                          | UD (Veneto)                                                                |
| M043          | Villesse                          | UD (Veneto) | 1927                         | Cambia Provincia e Regione a    |                          | GO                                                                         |
| M043          | Villesse                          | GO          | 1928                         | Aggregato al Nuovo Com. di      | Romans d'Isonzo          | GO                                                                         |
| M043          | Villesse                          | GO          | 1954                         | Ristaccato dal Com. di          | Romans d'Isonzo          | GO                                                                         |
| M066          | Vipacco                           | GO          | 1923                         | Cambia Provincia e Regione a    |                          | UD (Veneto)                                                                |
| M066          | Vipacco                           | UD (Veneto) | 1927                         | Cambia Provincia e Regione a    |                          | GO                                                                         |
| M066          | Vipacco                           | GO          | 1947                         | Trasferito a                    |                          | Goriziano (Jugoslavia, dal 1991 Slovenia)                                  |
| M073          | Visco                             | GO          | 1923                         | Cambia Provincia e Regione a    |                          | UD (Veneto)                                                                |
| M073          | Visco                             | UD (Veneto) | 1947                         | Cambia Regione                  |                          | UD                                                                         |
| M074          | Visignano                         | PL          | 1924                         | Cambia denominazione in         | Visignano d'Istria       | PL                                                                         |
| M074          | Visignano d'Istria                | PL          | 1947                         | Trasferito a                    |                          | Istriana (Jugoslavia, dal 1991 Croazia)                                    |
| M075          | Visinada                          | PL          | 1947                         | Trasferito a                    |                          | Istriana (Jugoslavia, dal 1991 Croazia)                                    |
| M085          | Vito d'Asio                       | UD          | 1968                         | Cambia Provincia a              |                          | PN                                                                         |
| M085          | Vito d'Asio                       | UD (Veneto) | 1947                         | Cambia Regione                  |                          | UD                                                                         |
| M096          | Vivaro                            | UD          | 1968                         | Cambia Provincia a              |                          | PN                                                                         |
| M096          | Vivaro                            | UD (Veneto) | 1947                         | Cambia Regione                  |                          | UD                                                                         |
| M112          | Voissizza di Comeno               | GO          | 1923                         | Cambia Provincia e Regione a    |                          | UD (Veneto)                                                                |
| M112          | Voissizza di Comeno               | UD (Veneto) | 1927                         | Cambia Provincia e Regione a    |                          | GO                                                                         |
| M112          | Voissizza di Comeno               | GO          | 1928                         | Aggregato al Com. di            | Temenizza                | GO                                                                         |
| M112          | Voissizza di Comeno               | GO          | 1947                         | Passa Post Mortem a             | Merna                    | Slovenia                                                                   |
| M112          | Voissizza di Comeno               | GO          | 1947                         | Trasferito Post Mortem a        |                          | Goriziano (Jugoslavia, dal 1991 Slovenia)                                  |
| M117          | Volosca                           | PL          | 1924                         | Cambia Provincia a              |                          | FM                                                                         |
| M117          | Volosca                           | FM          | 1931                         | Aggregato al Com. di            | Abbazia                  | FM                                                                         |
| M117          | Volosca                           | FM          | 1947                         | Trasferito Post Mortem a        |                          | Litoranea (Jugoslavia, dal 1991 Croazia)                                   |
| M134          | Volzana                           | GO          | 1923                         | Cambia Provincia e Regione a    |                          | UD (Veneto)                                                                |
| M134          | Volzana                           | UD (Veneto) | 1927                         | Cambia Provincia e Regione a    |                          | GO                                                                         |
| M134          | Volzana                           | GO          | 1928                         | Aggregato al Com. di            | Tolmino                  | GO                                                                         |
| M134          | Volzana                           | GO          | 1947                         | Trasferito Post Mortem a        |                          | Goriziano (Jugoslavia, dal 1991 Slovenia)                                  |
| M135          | Voschia                           | GO          | 1923                         | Cambia Provincia e Regione a    |                          | UD (Veneto)                                                                |
| M135          | Voschia                           | UD (Veneto) | 1927                         | Cambia Provincia e Regione a    |                          | GO                                                                         |
| M135          | Voschia                           | GO          | 1928                         | Aggregato al Com. di            | Idria                    | GO                                                                         |
| M135          | Voschia                           | GO          | 1947                         | Trasferito Post Mortem a        |                          | Goriziano (Jugoslavia, dal 1991 Slovenia)                                  |
| M149          | Zara                              | ZA          | 1947                         | Trasferito a                    |                          | Zaratina (Jugoslavia, dal 1991 Croazia)                                    |
| M186          | Zolla                             | GO          | 1923                         | Cambia Provincia e Regione a    |                          | UD (Veneto)                                                                |
| M186          | Zolla                             | UD (Veneto) | 1927                         | Cambia Provincia e Regione a    |                          | GO                                                                         |
| M186          | Zolla                             | GO          | 1947                         | Aggregato al Com. di            | Aidussina                | GO                                                                         |
| M186          | Zolla                             | GO          | 1947                         | Trasferito a                    |                          | Goriziano (Jugoslavia, dal 1991 Slovenia)                                  |
| M200          | Zuglio                            | UD (Veneto) | 1947                         | Cambia Regione                  |                          | UD                                                                         |
| M254          | Val Santamarina                   | FM          | 1947                         | Trasferito a                    |                          | Litoranea (Jugoslavia, dal 1991 Croazia)                                   |
| M265          | Vajont                            | PN          | 1971                         | Staccato dal Com. di            | Maniago                  | PN                                                                         |
| M296          | Piemonte d'Istria                 | PL          | 1927                         | Aggregato al Com. di            | Grisignana               | PL                                                                         |
| M296          | Piemonte d'Istria                 | PL          | 1947                         | Trasferito Post Mortem a        |                          | Goriziano (Jugoslavia, dal 1991 Slovenia)                                  |
|               | Monte Chilovi                     | GO          | 1923                         | Cambia Provincia a              |                          | PL                                                                         |
|               | Montefreddo                       | PL          | 1923                         | Cambia denominazione in         | Monte Chilovi            | PL                                                                         |
|               | Monte Chilovi                     | PL          | 1924                         | Aggregato al Com. di            | Primano                  | PL                                                                         |
|               | Monte Chilovi                     | FM          | 1947                         | Trasferito Post Mortem a        |                          | Goriziano (Jugoslavia, dal 1991 Slovenia)                                  |
|               | Monte Chilovi                     | FM          | 1947                         | Passa Post Mortem a             | Villa del Nevoso         | Slovenia                                                                   |
|               | Occisla-Clanzo                    | PL          | 1923                         | Aggregato (in parte) al Com. di | Erpelle-Cosina           | PL                                                                         |
|               | Occisla-Clanzo                    | PL          | 1923                         | Aggregato (in parte) al Com. di | San Dorligo della Valle  | PL                                                                         |